# Pozuelo de Alarcón
Pozuelo de Alarcón es una ciudad y municipio español perteneciente a la Comunidad de Madrid, situado en el área metropolitana, al oeste y ligeramente al norte de la capital.
Está situado en una zona de suaves ondulaciones, con amplios espacios naturales abastecidos por numerosos arroyos, cuyos pozos dan nombre al municipio. Los orígenes del núcleo actual de Pozuelo de Alarcón se remontan a la época de la Reconquista, y hasta mediados del siglo XIX, la ciudad ejerció la función principal de abastecer a Madrid de todo tipo de bienes, entre los que destacan los de orígenes agropecuarios y relacionados con la industria del curtido.
Pozuelo de Alarcón ha asistido en el último siglo y medio a un flujo continuo de veraneantes y clases acomodadas de Madrid, que encontraban en este municipio tranquilidad y cercanía a la capital. En la Guerra Civil, el municipio quedó devastado, y sus habitantes fueron evacuados. Desde la década de 1960, y en virtud del auge económico y de las comunicaciones, Pozuelo de Alarcón ha recibido nuevos flujos de población —incluyendo residentes jóvenes— que han transformado el municipio en una ciudad relevante y dinámica dentro de la región. En la actualidad es el municipio con mayor renta per cápita de España.

## Símbolos

### Escudo
El escudo heráldico que representa al municipio fue aprobado oficialmente por el Decreto 3364/1975 del entonces Ministerio de la Gobernación el 5 de diciembre de 1975 el siguiente blasón:

«Escudo partido. En el primer cuartel, en campo de azur, un monte, de oro, sumado de un castillo, de oro, almenado, mazonado de sable, aclarado de gules. En el segundo cuartel, de gules, una cruz floredelisada y hueca, de oro. Bordura de gules y ocho aspas de oro. Timbrado, con corona Real, cerrada.»
Boletín Oficial del Estado nº 309 de 25 de diciembre de 1975

Las armas representadas en el segundo cuartel corresponden a las de la casa nobiliaria de Alarcón, que fue ostentada por Gabriel de Ocaña y Alarcón, primer señor de la villa.
El ayuntamiento, a imagen de otros municipios, utiliza con frecuencia un emblema estilizado basado en los modelos heráldicos tradicionales.

### Bandera
La descripción textual de la bandera, aprobada el 18 de octubre de 1991, es la siguiente:

«Bandera de proporción 2:3. Color morado, brochante al centro el escudo municipal en sus colores»
Boletín Oficial del Estado nº 277 de 19 de noviembre de 1991

## Geografía

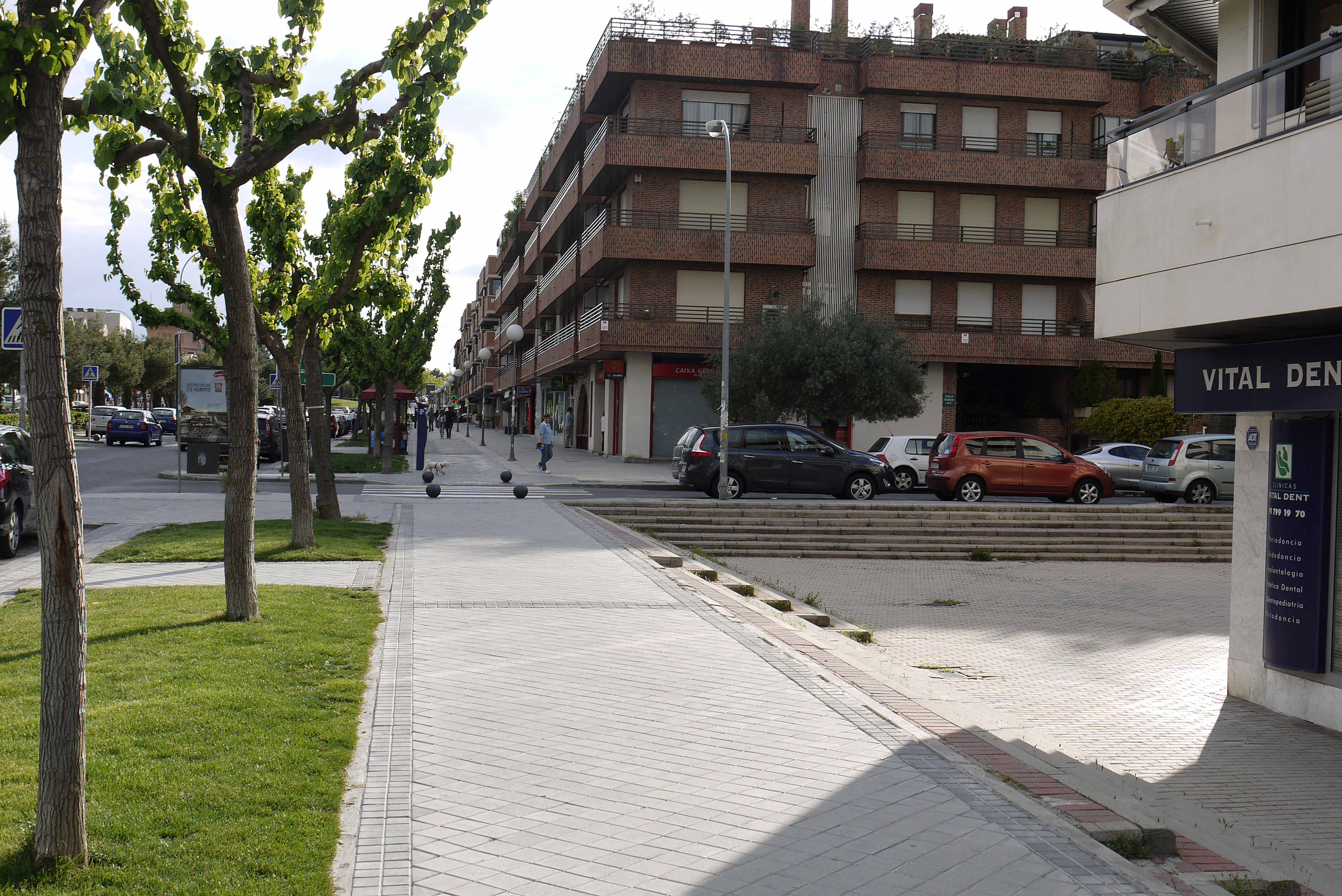
Vista de la avenida de Europa, lugar de gran crecimiento residencial en las últimas décadas

El término municipal de Pozuelo de Alarcón, que abarca una superficie de 43,2 km², está situado en la zona oeste del área metropolitana de Madrid, en las coordenadas geográficas —tomadas en el centro urbano tradicional— 40°26′ 10″ Norte y 3°48′ 50″ Oeste. Se encuentra a 13 kilómetros por carretera del centro de Madrid. Su territorio está representado en la hoja MTN50 (escala 1:50 000) 559 del Mapa Topográfico Nacional.
Pozuelo de Alarcón limita al norte con Majadahonda, al este y al sur con Madrid, respectivamente con los barrios de El Plantío y Aravaca (ambos pertenecientes al distrito de Moncloa-Aravaca), Casa de Campo (distrito de Moncloa-Aravaca), y Campamento (distrito de Latina); mientras que al sur limita con el municipio de Alcorcón (a través del polígono industrial de Ventorro del Cano); y al oeste con Boadilla del Monte.
A pesar de ser un municipio independiente, Pozuelo de Alarcón es uno de los cuatro municipios que forma un continuo urbano con Madrid capital junto con Alcobendas, Majadahonda y Coslada. En concreto, con el barrio de Aravaca, que a su vez se encuentra aislado por vías urbanas del resto del municipio y solo es accesible por carretera y ferrocarril, Pozuelo aparenta en sus límites comunes formar un único núcleo urbano en el que, salvo por los carteles que indican el cambio de municipio en algunos viales, resulta difícil distinguir el paso de un municipio a otro. Este último caso es evidente de manera especial en la avenida de Europa, vía urbana que discurre por Pozuelo, se adentra en el término municipal de Madrid unos metros y vuelve al término municipal de Pozuelo de Alarcón. También existe una confluencia entre los dos municipios en el área dónde se encuentra la estación de El Barrial-Centro Comercial Pozuelo, situada en el madrileño barrio de El Plantío, la cual atraviesa una parte de la zona norte del término municipal de la localidad pozueleña.
| Noroeste: Majadahonda     | Norte: Majadahonda | Nordeste: Madrid |
| Oeste: Boadilla del Monte |                    | Este: Madrid     |
| Suroeste: Alcorcón        | Sur: Madrid        | Sureste: Madrid  |

### Orografía e hidrografía

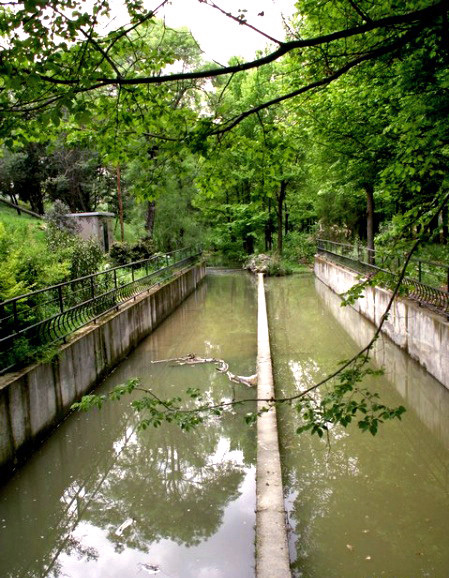
El arroyo Meaques, uno de los principales cauces que atraviesan el término municipal de Pozuelo de Alarcón

Pozuelo de Alarcón se ubica en una zona de suaves ondulaciones, con picos especialmente destacados en las zonas norte y centro del término municipal -cerro de los Gamos, cerro de los Perdigones, casco histórico-, y valles poco pronunciados. La altitud media de la localidad se sitúa en 690 metros sobre el nivel del mar, con una diferencia comparativamente acusada entre el punto más alto -736 metros, entre La Cabaña y Prado Largo- y el más bajo -620 metros, en zonas cercanas al límite con Madrid-.
Numerosos arroyos, afluentes de los ríos Manzanares o Guadarrama, atraviesan o rozan el municipio, entre los que destacan tres: el arroyo de las Huertas o de Pozuelo, que da nombre al camino que une Pozuelo-Centro con Pozuelo-Estación en la zona norte del término municipal; el arroyo Meaques, que cruza el límite sur de Pozuelo durante unos metros, recogiendo las aguas de los vecinos Retamares y de Prado del Rey; y el arroyo de Antequina, con nacimiento cercano al barrio de la avenida de Europa y salida del municipio en la Casa de Campo, tras cruzar el parque forestal Adolfo Suárez.

### Clima
El clima de Pozuelo de Alarcón es un clima mediterráneo continentalizado. De acuerdo con la clasificación climática de Köppen modificada, se clasifica como un clima mediterráneo de tipo Csa -templado, con veranos secos y calurosos-.
Los inviernos son moderadamente fríos, con temperaturas medias en el mes más frío (enero) cercanas a los 6 °C, heladas frecuentes y nevadas muy poco frecuentes. En este mes las temperaturas máximas medias apenas superan los 10 °C, y las mínimas se sitúan entre 0 y 3 °C. Por el contrario, los veranos son calurosos, con meses de julio y agosto igualmente cálidos, en los que las medias rozan los 25 °C, las temperaturas máximas superan los 32 °C y las mínimas no bajan de los 15 °C, superando a menudo los 18 °C. Las temperaturas son siempre muy ligeramente inferiores a las de observatorios del municipio de Madrid, en especial aquellos situados a una altura menor.

Las precipitaciones anuales se sitúan alrededor de los 450 mm, con un mínimo marcado en los meses de julio y agosto y mayor abundancia en primavera y otoño. 
| Parámetros climáticos promedio de Pozuelo de Alarcón, España | Parámetros climáticos promedio de Pozuelo de Alarcón, España | Parámetros climáticos promedio de Pozuelo de Alarcón, España | Parámetros climáticos promedio de Pozuelo de Alarcón, España | Parámetros climáticos promedio de Pozuelo de Alarcón, España | Parámetros climáticos promedio de Pozuelo de Alarcón, España | Parámetros climáticos promedio de Pozuelo de Alarcón, España | Parámetros climáticos promedio de Pozuelo de Alarcón, España | Parámetros climáticos promedio de Pozuelo de Alarcón, España | Parámetros climáticos promedio de Pozuelo de Alarcón, España | Parámetros climáticos promedio de Pozuelo de Alarcón, España | Parámetros climáticos promedio de Pozuelo de Alarcón, España | Parámetros climáticos promedio de Pozuelo de Alarcón, España | Parámetros climáticos promedio de Pozuelo de Alarcón, España |
| Mes                                                          | Ene.                                                         | Feb.                                                         | Mar.                                                         | Abr.                                                         | May.                                                         | Jun.                                                         | Jul.                                                         | Ago.                                                         | Sep.                                                         | Oct.                                                         | Nov.                                                         | Dic.                                                         | Anual                                                        |
| ------------------------------------------------------------ | ------------------------------------------------------------ | ------------------------------------------------------------ | ------------------------------------------------------------ | ------------------------------------------------------------ | ------------------------------------------------------------ | ------------------------------------------------------------ | ------------------------------------------------------------ | ------------------------------------------------------------ | ------------------------------------------------------------ | ------------------------------------------------------------ | ------------------------------------------------------------ | ------------------------------------------------------------ | ------------------------------------------------------------ |
| Temp. máx. media (°C)                                        | 10.6                                                         | 12.2                                                         | 15.6                                                         | 17.2                                                         | 21.7                                                         | 27.8                                                         | 32.2                                                         | 32.2                                                         | 27.8                                                         | 20.0                                                         | 14.4                                                         | 11.1                                                         | 20.2                                                         |
| Temp. mín. media (°C)                                        | 0.0                                                          | 1.7                                                          | 3.3                                                          | 5.6                                                          | 8.9                                                          | 13.3                                                         | 16.1                                                         | 16.1                                                         | 12.8                                                         | 8.3                                                          | 3.9                                                          | 1.7                                                          | 7.6                                                          |
| Precipitación total (mm)                                     | 45.7                                                         | 43.2                                                         | 38.1                                                         | 45.7                                                         | 40.6                                                         | 25.4                                                         | 10.2                                                         | 10.2                                                         | 30.5                                                         | 45.7                                                         | 63.5                                                         | 48.3                                                         | 447.0                                                        |
| Fuente: The Weather Channel Interactive, Inc. Marzo de 2009  |                                                              |                                                              |                                                              |                                                              |                                                              |                                                              |                                                              |                                                              |                                                              |                                                              |                                                              |                                                              |                                                              |

## Historia

### Prehistoria
Las investigaciones del profesor y arqueólogo José Pérez de Barradas sobre la composición geológica del terreno del municipio en el año 1923 aportaron los hallazgos más antiguos de vida humana. En un arroyo paralelo a la Cañada de la Carrera, antes de su desembocadura en el arroyo de Meaques, al suroeste del actual término municipal, se encontró «una punta de hacha de sílex muy tosca y una lasca de cuarcita con aristas y bordes suavizados, que estimó podían proceder de los terrenos a través de los cuales se había abierto paso el arroyo».

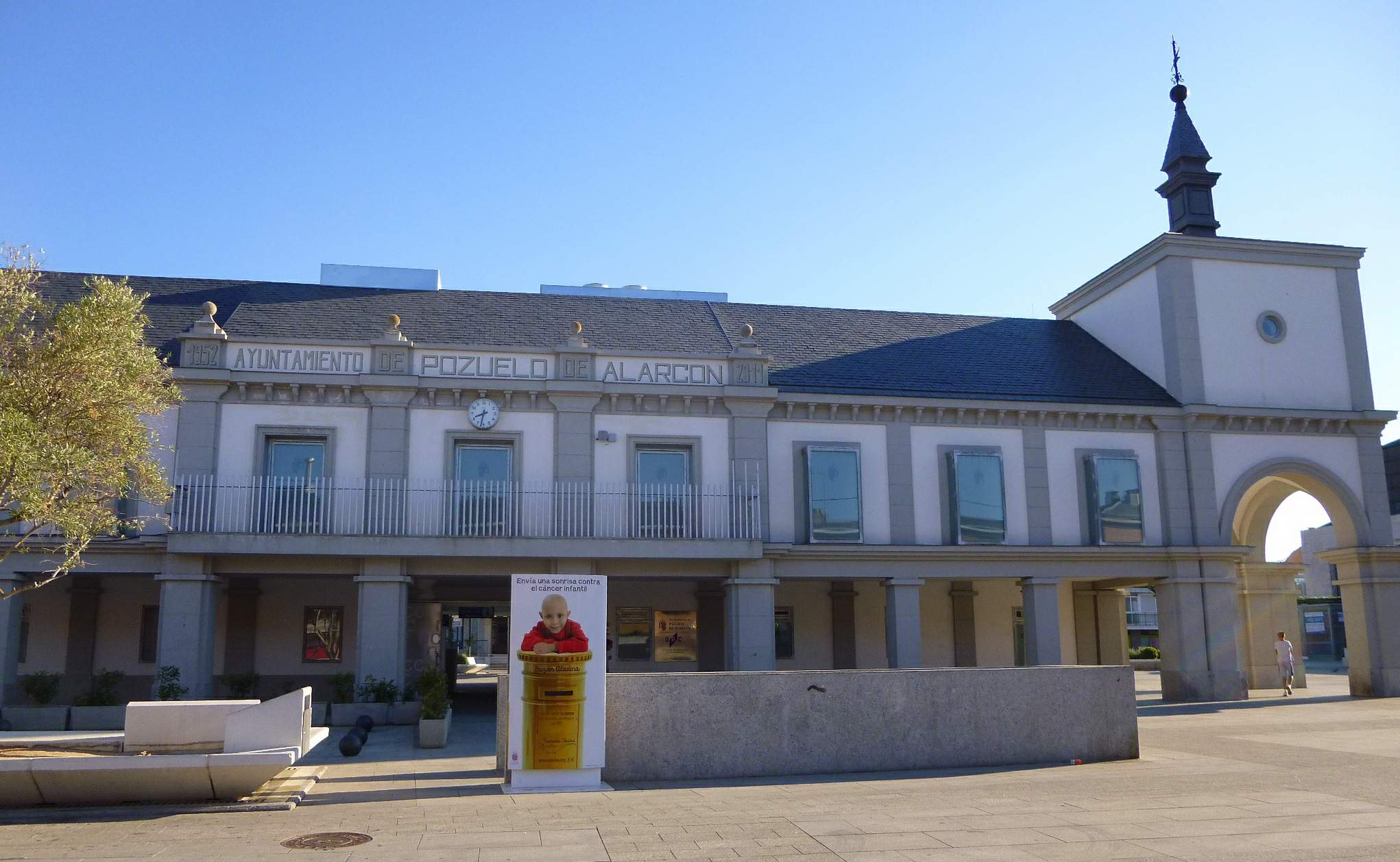
Antiguo edificio del Ayuntamiento de Pozuelo de Alarcón, en la plaza del Padre Vallet

### Edad Antigua
El llamado paraje de los Meaques -o San Pedro de Meaque, nombre que recibió un antiguo despoblado así llamado por los arroyos que en él confluían, y cuyos pozos darían después origen al nombre de Pozuelo- fue, aparentemente, escenario de los primeros asentamientos durante el Imperio romano. En concreto, y debido a su ubicación a medio camino entre Titulcia y Segovia, se especula con que en dichas tierras se habría construido la villa Miaccum, una mansión y casa de postas atribuida a tiempos del emperador Diocleciano (siglo III) y que aparece en el Itinerario de Antonino. Sin estar confirmada la situación de dicha población en el paraje, los estudios arqueológicos de Amador de los Ríos, Fuidio y Vitoria entre finales del siglo XIX y principios del siglo XX encontraron «trozos de vasija y barro rojo de terra sigillata, así como de argamasa».

### Edad Media
Los primeros registros escritos sobre asentamientos en el término municipal son posteriores a la reconquista de la ciudad de Madrid por Alfonso VI en el año 1085. El Fuero de Madrid de 1202 contiene una disposición (la LXVI) otorgada en el valle de Húmera en el año 1145 por Alfonso VII. Hasta principios del siglo XIII no se encontrará la primera mención expresa al nombre de Pozuelo; fruto de las disputas territoriales entre Madrid y Segovia, Alfonso VIII fija por medio de un privilegio en 1208 los límites de ambas con Toledo, Olmos y Alamín:

«(...) et deinde ad illas aquas de Meac, quomodo vadit super Pozolum, et Pozolos remanet in parte de Madrid.»
Confirmación por D. Alfonso VIII de la demarcación y amojonamiento de términos entre Madrid y Segovia hecho por el Alcalde Minaya. Año de 1208

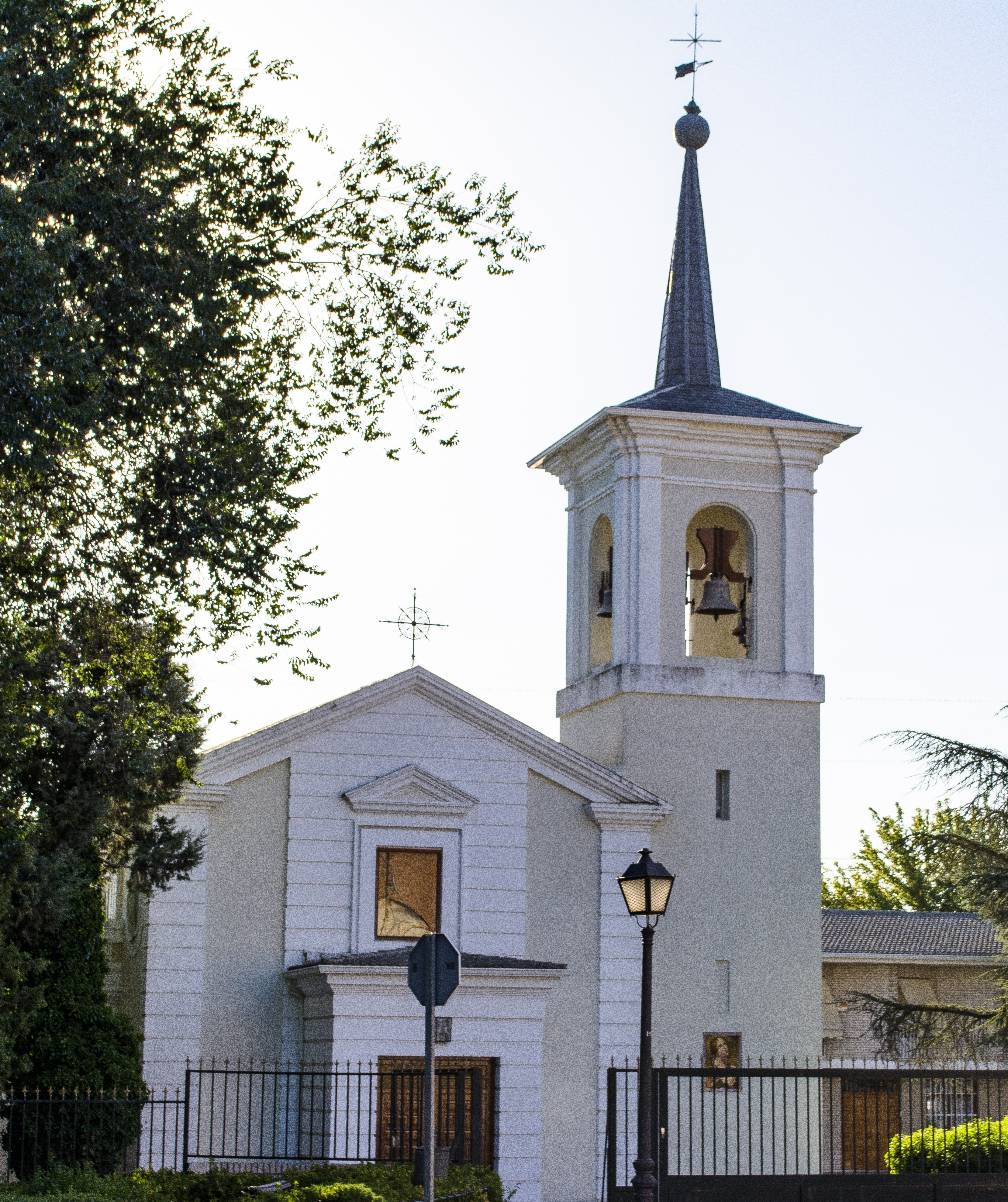
Ermita de San Gregorio, situada en el barrio de Húmera

Aunque desde aquel momento se tiene constancia de la existencia de las aldeas de Pozuelo y Aravaca, así como de los caseríos de San Juan de Somosaguas y San Pedro de Meaque, estas últimas quedaron despobladas a raíz del conflicto fratricida entre Pedro I y Enrique de Trastámara. Se cree también que una comunidad tuvo asentamiento anterior a aquellas en el Prado de Torrejón, en la zona entre la estación de Pozuelo y las instalaciones deportivas Carlos Ruiz, alrededor de una torre edificada en tiempos de la dominación musulmana. Sin embargo, la inexistencia de estudios arqueológicos del subsuelo previos a la edificación de dicho complejo impide confirmar de modo fehaciente dicho supuesto.
La primera denominación de Pozuelo de Aravaca es debida a la pertenencia al sexmo de Aravaca, unidad administrativa y tributaria gobernada por dicha población y perteneciente al alfoz o término del Concejo de la villa de Madrid. Dicho concejo ratificó en 1481 una ordenanza en la que se trataba de combatir la evasión de impuestos que «regidores, e caballeros e iglesias e monasterios» provocaban trasladándose «a tierra de Segovia e a otras partes», hecho que amenazaba una vez más con el despoblamiento de Pozuelo.

### Edad Moderna
Pozuelo en el sigo XVI
En las Relaciones topográficas de Felipe II se recoge un texto o cuestionario de 1576 en el que Martín de Húmera y Alonso de la Minga describen algunos detalles de la aldea de Pozuelo, resumidos por Hernández Fernández del Valle en su libro sobre la localidad:

«(...) El dicho lugar está en tierra templada, que no es muy fría ni muy caliente, y es tierra barrancosa de cuestas y es lugar enfermo, y entienden que lo causan dos arroyos que pasan el uno por dentro del dicho lugar y el otro por la orilla de él (...) Es tierra labrantía de pan e vino e se cría en ella ganado ovejuno medianamente (...) Las casas que hay en el dicho lugar son como ciento y ochenta casas, e vecinos al presente hay ducientos e diez (...) En el dicho lugar no hay más que una iglesia parroquial de la advocación de Nuestra Señora, y hay una ermita de Nuestra Señora de la Concepción.»
Relaciones topográficas de Felipe II: Pozuelo. 1576

Otro texto de 1579 recogido en las Relaciones y escrito con el apoyo de los informantes Fernando de Solís y Alonso Perete detalla las peculiaridades de Húmera:

«(...) La razón porque se llama así es por la mucho agua que tiene, y que han oído decir que en otro tiempo se llamó Húmeda, y ahora corrupto el vocablo se llama Húmera (...) Hay quince casas y dieciséis vecinos, y que en otro tiempo ha tenido más vecinos, y la causa de haber venido en disminución ha sido el ser los heredamientos del dicho lugar de hombres ricos y poderosos de Madrid (...) Es tierra fértil en todos años secos y mojados, y falto de leña por tener los montes lejos (...) se crían en el término de dicho lugar, en las viñas y sitios, muchos ciervos, gamos, corzos, venados, puercos, jabalíes, liebres, conejos, perdices y francolines y zorros y lobos (...) Es abundoso de aguas dulces, y fuentes encañadas y sin caños (...)»
Relaciones topográficas de Felipe II: Húmera. 1579

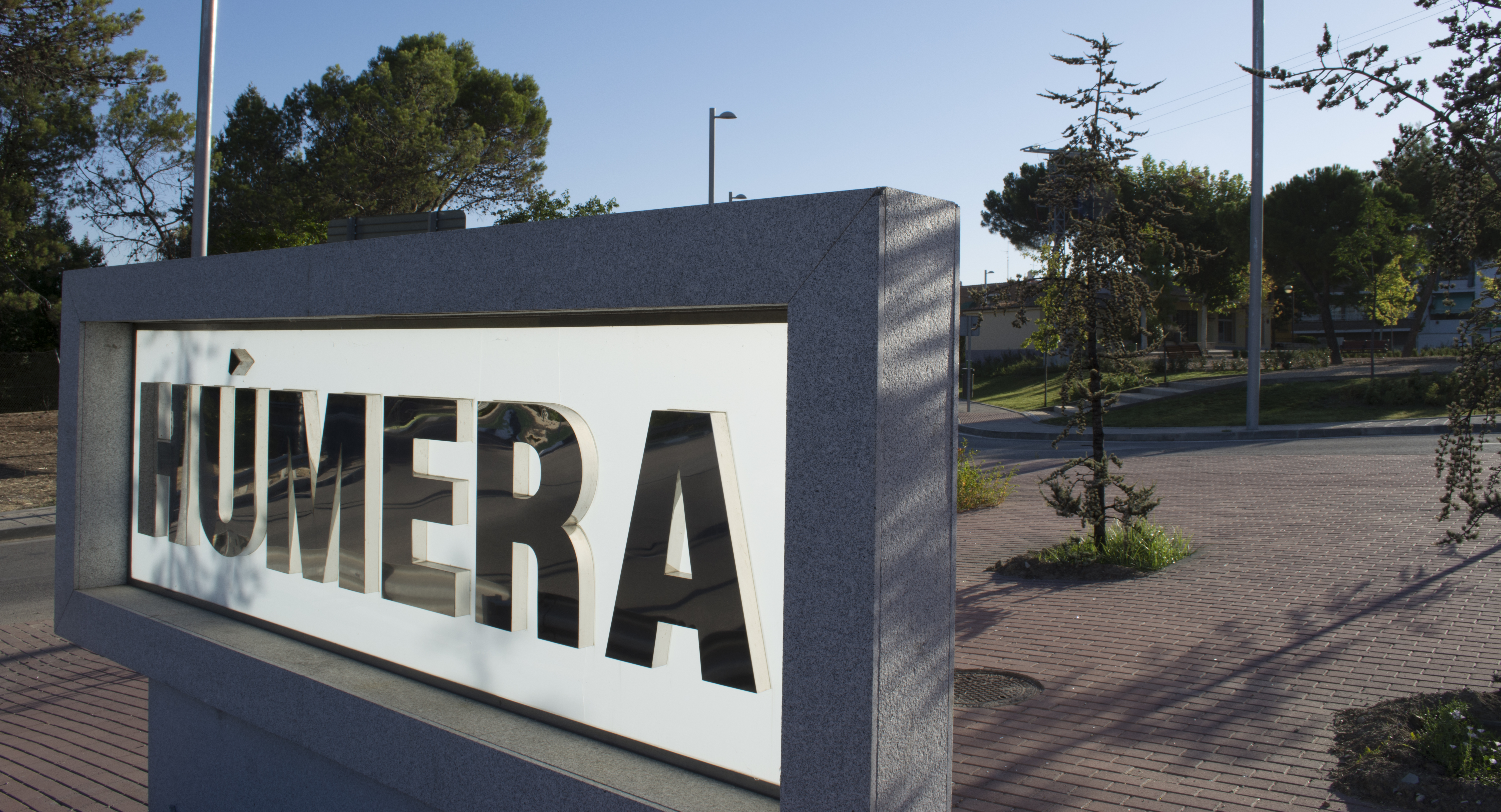
Cartel situado en el acceso al barrio de Húmera, junto al Campus de Somosaguas

En este último se recoge también referencia histórica de los despoblados de San Juan de Somosaguas y San Pedro de Meaque y su abandono a causa de la primera guerra civil castellana.
1632la venta de Pozuelo a la familia Alarcón
Aunque Pozuelo se constituía en lugar realengo -jurisdicción real ordinaria-, el acceso a la corona de Felipe IV en 1621 propicia una serie de ventas que palíen la bancarrota de las arcas reales por los gastos de sus antecesores y permitan al rey entrante mantener a flote sus ejércitos de mar y tierra para sostener la expansión territorial. El 6 de mayo de 1625, el monarca recibe permiso para vender terrenos reales correspondientes a veinte mil vasallos, entre los que se encontraba Pozuelo de Aravaca.
El 21 de enero de 1629, Bartolomé Spínola, Factor General del reino, solicita la compra del lugar de Perales -actual Perales del Río- por 17 000 maravedíes por vecino, pero poco después, renuncia a dicha compra. Luis de Alarcón, que pertenecía al Consejo de Contaduría Mayor de Hacienda de su Majestad, aprovecha dicha situación para solicitar la subrogación de la deuda de Spínola por la compra de Perales, cambiándola por la aldea de Pozuelo de Aravaca. El 31 de enero de 1632 se aprueba la escritura de venta -por valor de 2 454 925 maravedíes-, por la que Gabriel de Ocaña y Alarcón, hijo del solicitante, se hace cargo de la aldea. Un año después, en 1633, Pozuelo se convierte en villa y los derechos de señorío se incorporan al mayorazgo familiar, lo que da al municipio su nombre definitivo como Pozuelo de Alarcón.

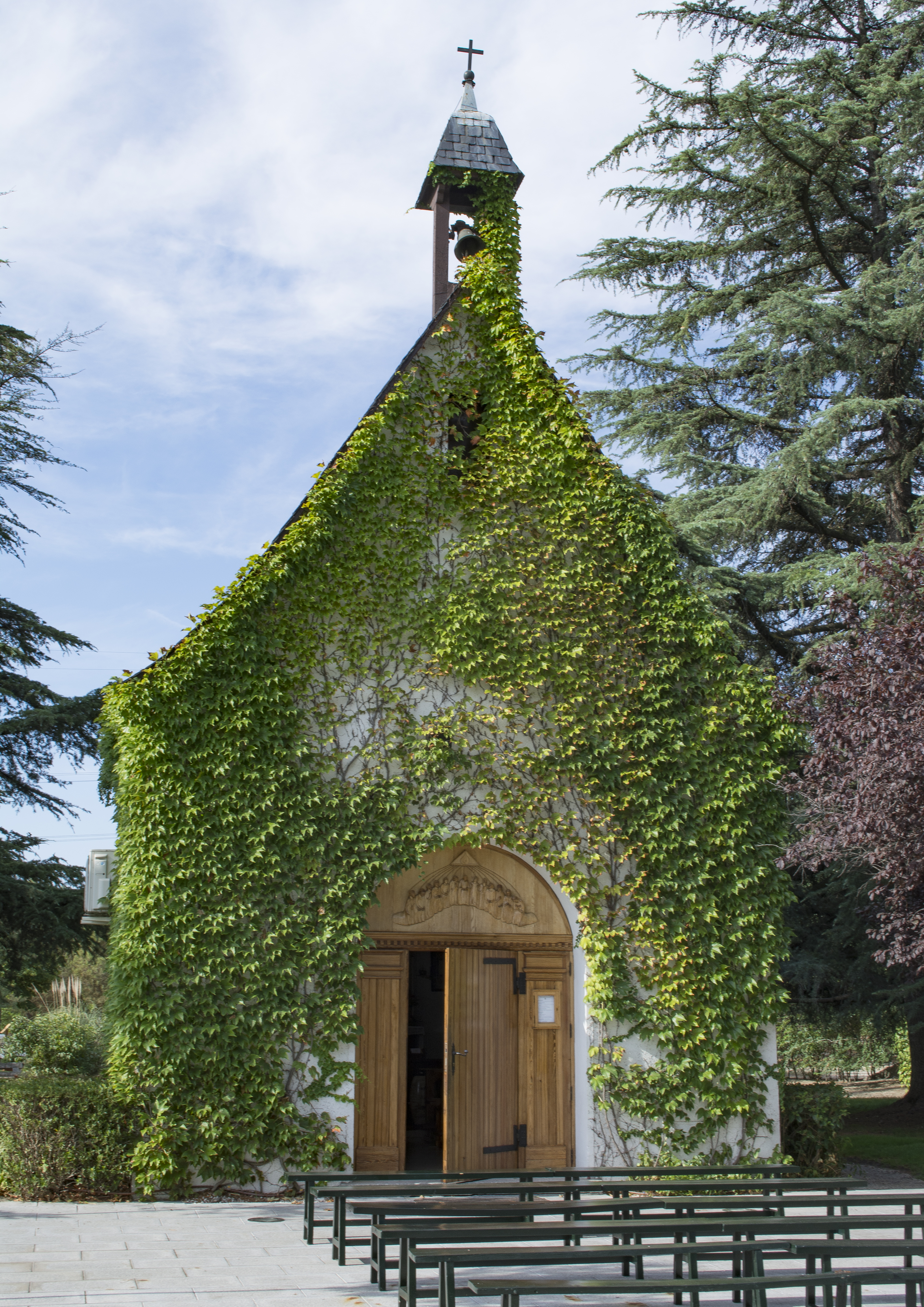
Santuario de Nuestra Señora de Schoenstatt

Húmera se encontrará en la misma situación años antes, el 19 de agosto de 1626, cuando el licenciado Melchor de Molina adquiere el lugar, que a finales del siglo XVII pasará a la casa de los condes de Clavijo.
Siglo XVIIIsignos de revitalización
Pueblo agrícola y ganadero desde sus orígenes, vinculado al abastecimiento a la vecina Madrid, Pozuelo de Alarcón inicia su transformación con el levantamiento de una casa-tenería fabricante de curtidos en el norte del término municipal. El 27 de julio de 1746, Juan Díaz de Quijano recibe una Real Cédula con aprobación de Fernando VI que permite al beneficiado iniciar una larga tradición fabril en la localidad.
Durante la segunda mitad del siglo XVIII se recoge la presencia, durante largas temporadas de descanso, de Pedro Rodríguez de Campomanes en «esta villa, tranquila y próxima al mismo tiempo al bullicio de la Corte.» En dicha época, concretamente en el año 1785, se levanta en el monte del Pilar -también conocido en su parte sur como monte de Pozuelo- la fuente de la Escorzonera, atribuida a Ventura Rodríguez y hoy vallada en una de las fincas del monte y en estado de abandono.

### Edad Contemporánea
Siglo XIXnuevos núcleos de población
El siglo XIX y la actividad legislativa de las Cortes de Cádiz traerán el fin de los señoríos, lo que a su vez provoca que a finales de siglo las villas de Pozuelo y Húmera se fusionen en el Pozuelo de Alarcón actual. Antes, en agosto de 1837, el pueblo fue escenario del llamado motín de Pozuelo, enclavado en las guerras carlistas y desencadenante de la caída del gobierno de José María Calatrava.
A mediados del siglo XIX, el lugar contaba con una población censada de 577 habitantes. La localidad aparece descrita en el decimotercer volumen del Diccionario geográfico-estadístico-histórico de España y sus posesiones de Ultramar de Pascual Madoz de la siguiente manera:

POPUELO DE ALARCON: v. con ayunt. de la prov. y aud. terr. de Madrid (1 1/2 leg.), part. jud. de Navalcarnero (5), c. g. de Castilla la Nueva, dióc. de Toledo (12). sit. parte en una hermosa llanura y parte en un barranco, la combaten los vientos O. y SO., y su clima es sano; padeciéndose por lo comun, afecciones de pecho: tiene 200 casas, (entre ellas 12 muy buenas, propias de vec. de Madrid, casa de ayunt., cárcel, 2 casas de baños, escuela de niños á la que concurren 52, dotada con 2,920 rs.; otra de niñas, ciñas maestra recibe 1,829 rs.; 2 fuentes de buenas aguas, y una igl. parr. (Ntra. Sra. de la Asuncion), con curato de segundo ascenso y patronato del Estado: en los afueras de la poblacion y al SE. de ella, se encuentra una ermita, Ntra. Sra. de la Concepcion, el camposanto en parage que no ofende la salud publica, y un paseo con arbolado: confina el térm. N. Majadahonda; E. Aravaca; S. Humera y Alcorcon, y O. Boadilla: se estiende una leg. por N. y O., 1/2 por E. y 2 por S. y comprende unas 35 huertas que se riegan bien con agua de pie ó bien con noria, un monte bastante poblado de 600 fan. de estension, algun viñedo y diferentes prados con regulares pastos: pasa tocando al pueblo un pequeño arroyo, sobre el cual hay 3 puentes de piedra, para las avenidas; el terreno es de inferior calidad: caminos, los que dirigen á los pueblos limítrofes, en mal estado: el correo se recibe en la adm. principal de Madrid, por balijero. prod.: trigo, cebada, centeno, algarrobas, avena, garbanzos, vino y legumbres: mantiene ganado lanar y vacuno; y cria caza de liebres, perdices y otras aves. ind.: la agrícola, una tahona, fáb. de valdeses, y una arruinada de curtidos. pobl.: 170 vec., 577 alm. cap. prod.: 3.488,687 rs. imp.: 135,862. contr.: según el cálculo general y oficial de la prov. 9'65 por 100.
(Madoz, 1849, p. 196)

Las transformaciones socioeconómicas de Pozuelo comenzarán a intensificarse a mediados de siglo. Convertido en lugar de veraneo de la burguesía, corte y otras clases altas de Madrid, pasan por sus tierras el general Castaños, vencedor de la batalla de Bailén; o la baronesa de Eroles, propietaria de la Quinta de Somosaguas -luego traspasada a O'Donnell y al marqués de Larios-. Pero será a partir de 1861, con el establecimiento de la Compañía de Caminos de Hierro del Norte de España en el municipio con motivo de la finalización del tramo de ferrocarril entre Madrid y El Escorial, cuando se intensifica la aparición de colonias de segunda residencia y sus viviendas unifamiliares, conocidas como hoteles.
Además de propiciar la creación de un barrio alrededor de la estación, conocido con dicho nombre, la afluencia de veraneantes trajo nuevos negocios, como el casino de la calle Doctor Cornago, o construcciones como el mercado municipal, levantado en 1882 en la actual plaza de la Coronación. Nuevas colonias, como la de la Paz, se establecen en el término municipal.
Debido a su escasa población y tras solicitar sin éxito en 1877 la anexión a Madrid, finalmente el 28 de junio de 1880 el término municipal y ayuntamiento de Húmera fue suprimido, quedando agregado al de Pozuelo de Alarcón como barrio.
Inicios del siglo XX y la destrucción de la Guerra Civil

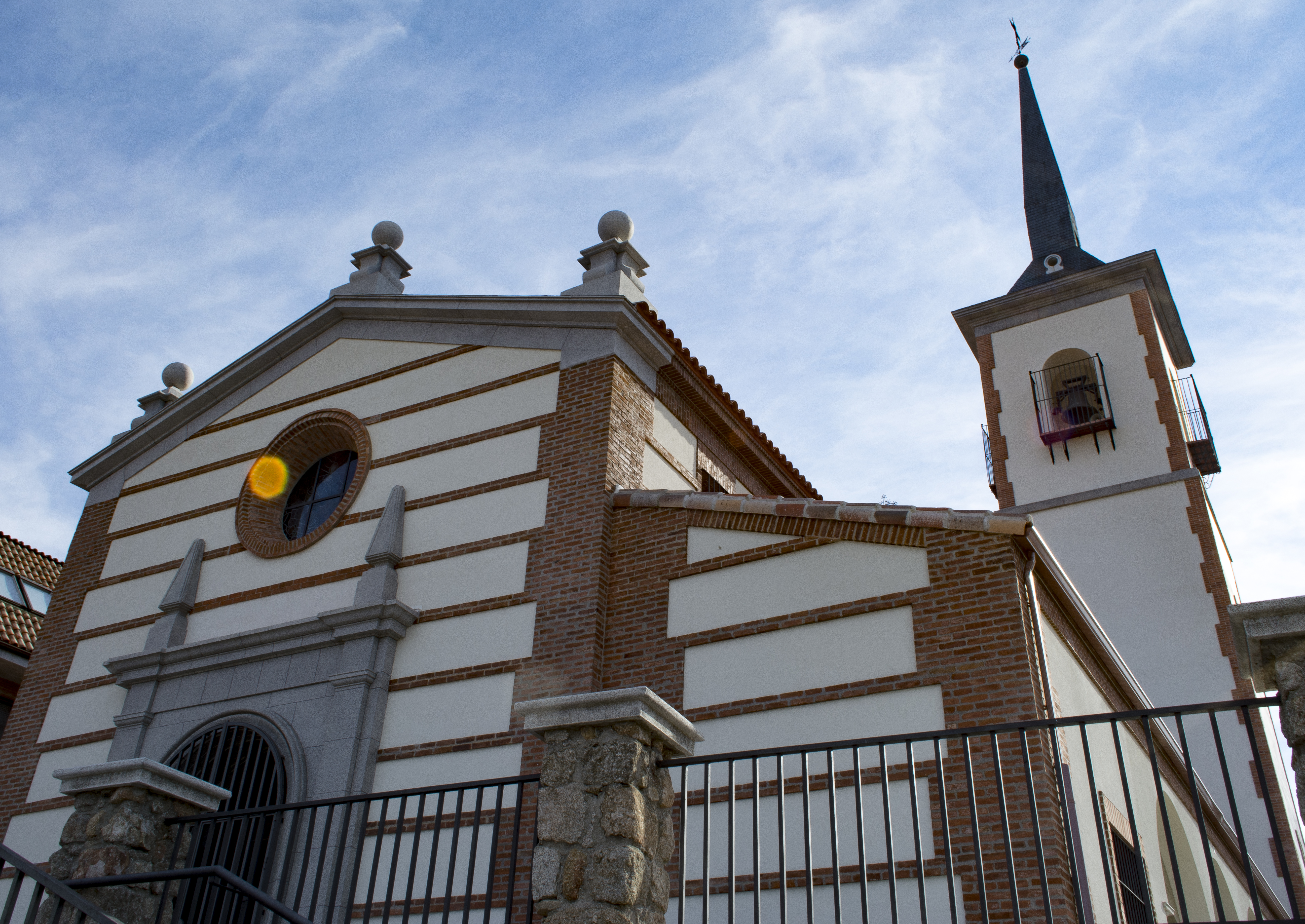
Fachada de la parroquia de la Asunción de Nuestra Señora, desde la plaza de la Coronación. Alberga la imagen de Ntra. Sra. de la Consolación Coronada. Fue construida en los años 1940, tras la destrucción de la antigua iglesia parroquial

El primer tercio del siglo XX trae un segundo movimiento de establecimiento de colonias, como la de San José, en 1914; la de los Ángeles, al sur de los núcleos centrales, en 1926; o la Colonia de la Cabaña, al oeste, ese mismo año, y que se origina a partir del parcelamiento de la antigua Quinta del Carmen.

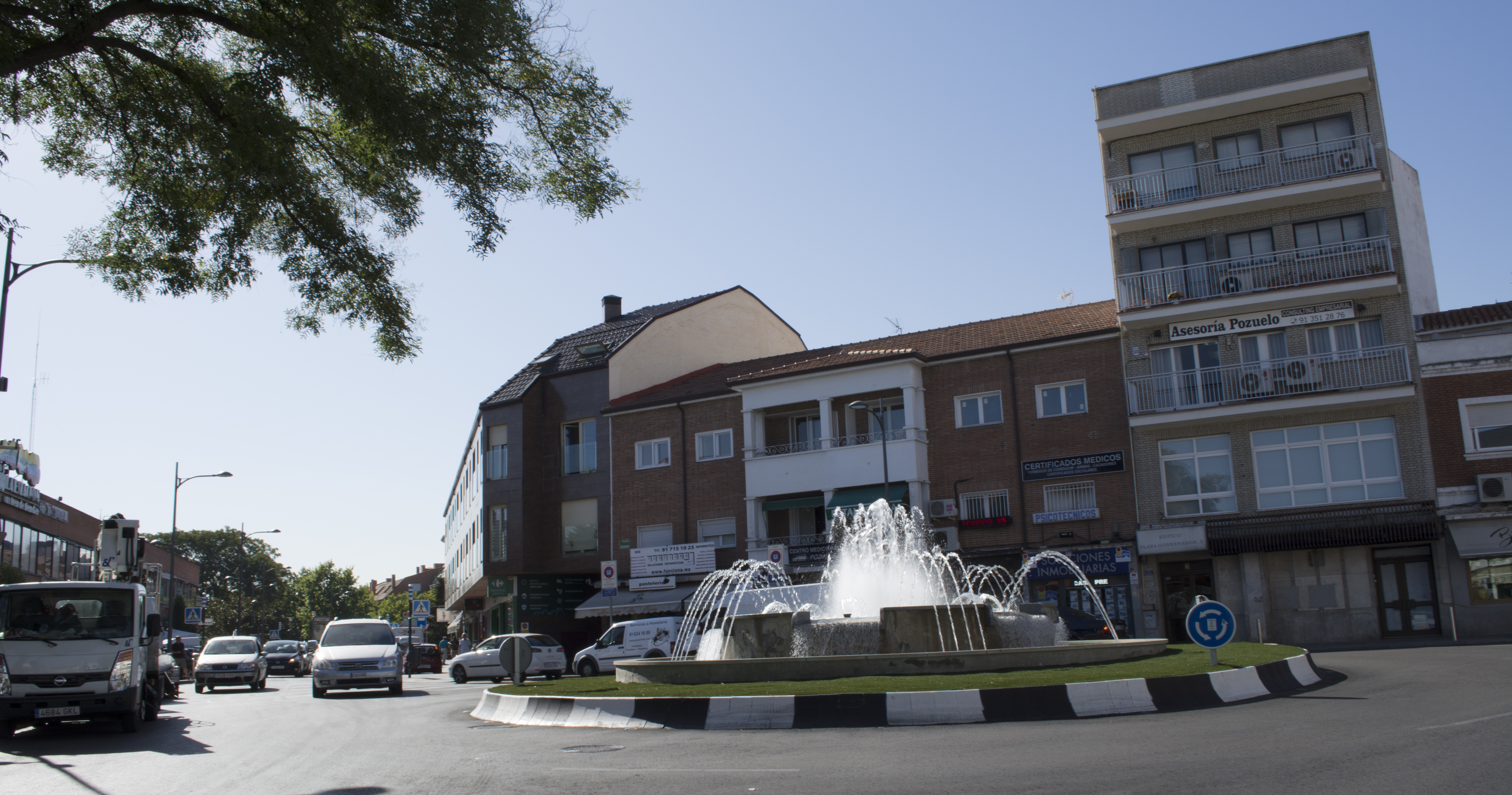
Rotonda de la plaza del Gobernador, centro neurálgico del conocido como barrio de la Estación

Sin embargo, la Guerra Civil devuelve durante décadas a Pozuelo de Alarcón a la situación de pobreza que había arrastrado en siglos anteriores. Situado en plena línea de fuego en el estabilizado Frente de Madrid, el pueblo es evacuado con enorme rapidez: los veraneantes regresaron a Madrid, mientras los habitantes de Pozuelo, sin apenas pertenencias, huían a la carrera a localidades como Miraflores o Navalafuente.
El término municipal es escenario de fuertes combates -entre ellos, la batalla de la Niebla- que tienen como resultado la devastación del municipio, sus campos y huertas o algunos edificios significativos como la antigua iglesia parroquial, construida en la segunda mitad del siglo XVI y en la que trabajaron artistas como Diego de Urbina o Francisco Giralte.

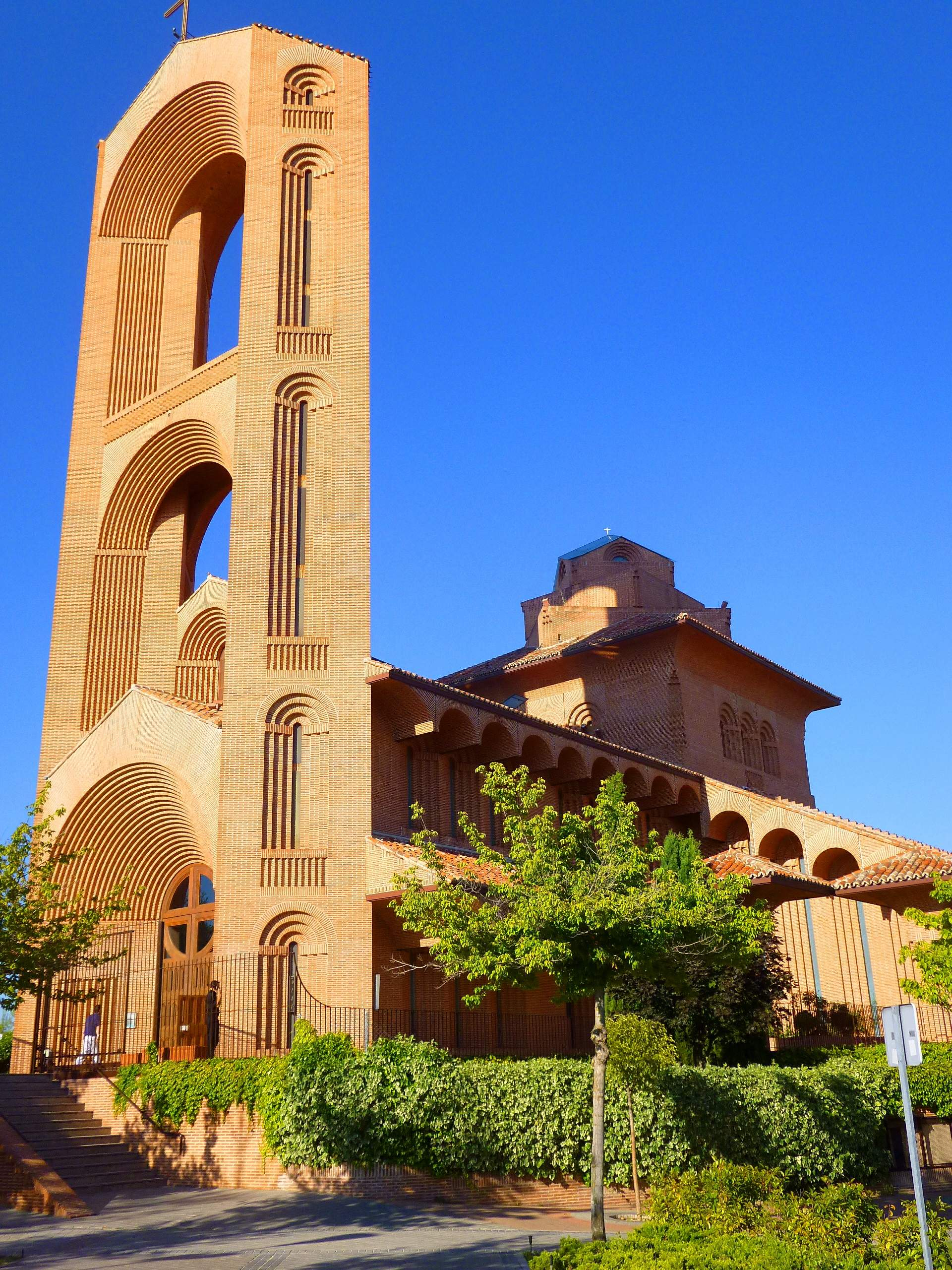
Iglesia de Santa María de Caná, obra de Fernando Higueras.

Finalizada la contienda, la situación de destrucción y abandono es tan grave que Pozuelo adquiere la condición de «pueblo adoptado», un nivel de protección especial para aquellos pueblos que habían sufrido más la guerra. El Estado interviene en la reconstrucción de las calles del pueblo mediante la Dirección General de Regiones Devastadas. Grupos de viviendas, como el de Roberto Martín Holgado, o el propio ayuntamiento, levantado en la plaza del Padre Vallet en 1951 y hoy reemplazado y reconstruido, son reflejo de dicha época.
De 1960 hasta hoyrelanzamiento y consolidación

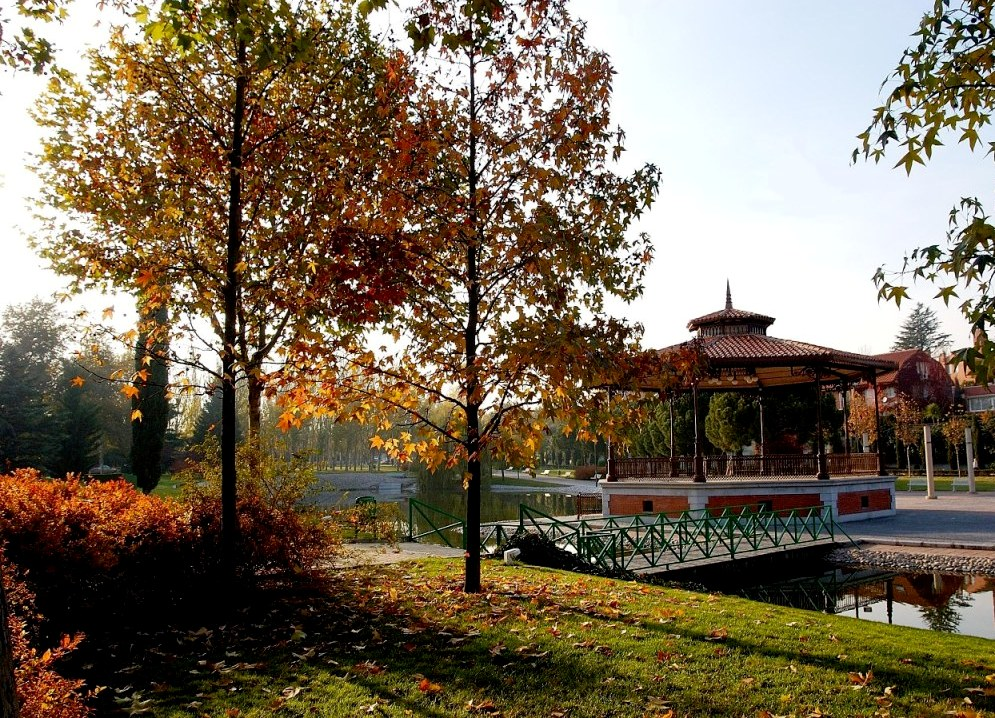
Parque de las Minas, una de las zonas verdes más amplias de Pozuelo de Alarcón

La aprobación del Plan General del Área Metropolitana de Madrid en 1963 descarta definitivamente la anexión de Pozuelo al municipio de Madrid, contemplada hasta ese momento -Aravaca había pasado a formar parte del término de la capital en 1951-, y desata un crecimiento urbano y socioeconómico sin precedentes en la localidad. Rehabilitadas hasta ese momento algunas de sus actividades -manufacturas, industria de curtidos, agropecuarias-, el Plan sitúa a Pozuelo, como la mayoría de localidades al oeste de la capital, como área de esparcimiento y recreo, excluyendo la especialización industrial.

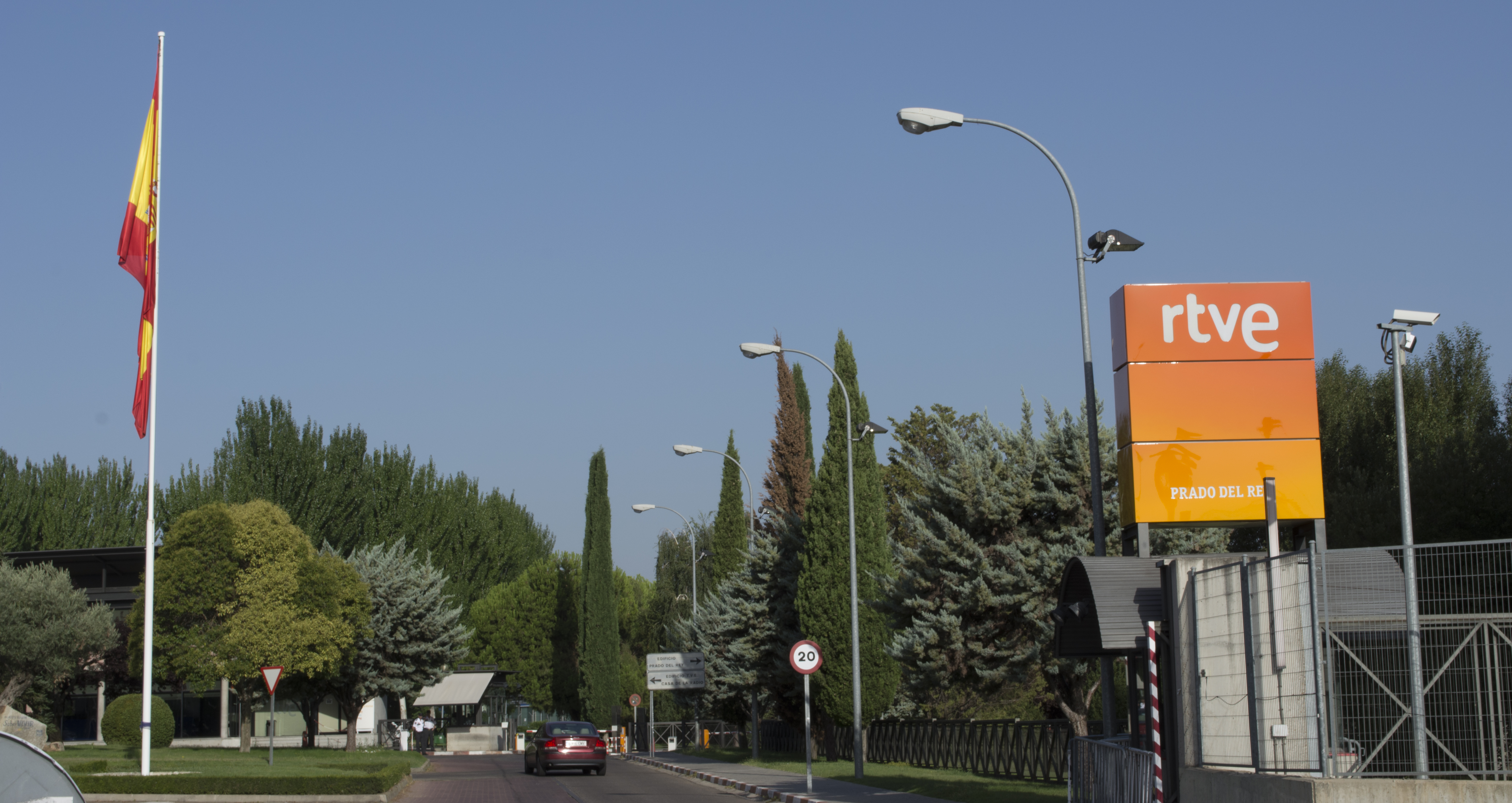
Estudios de Radio Televisión Española en Prado del Rey

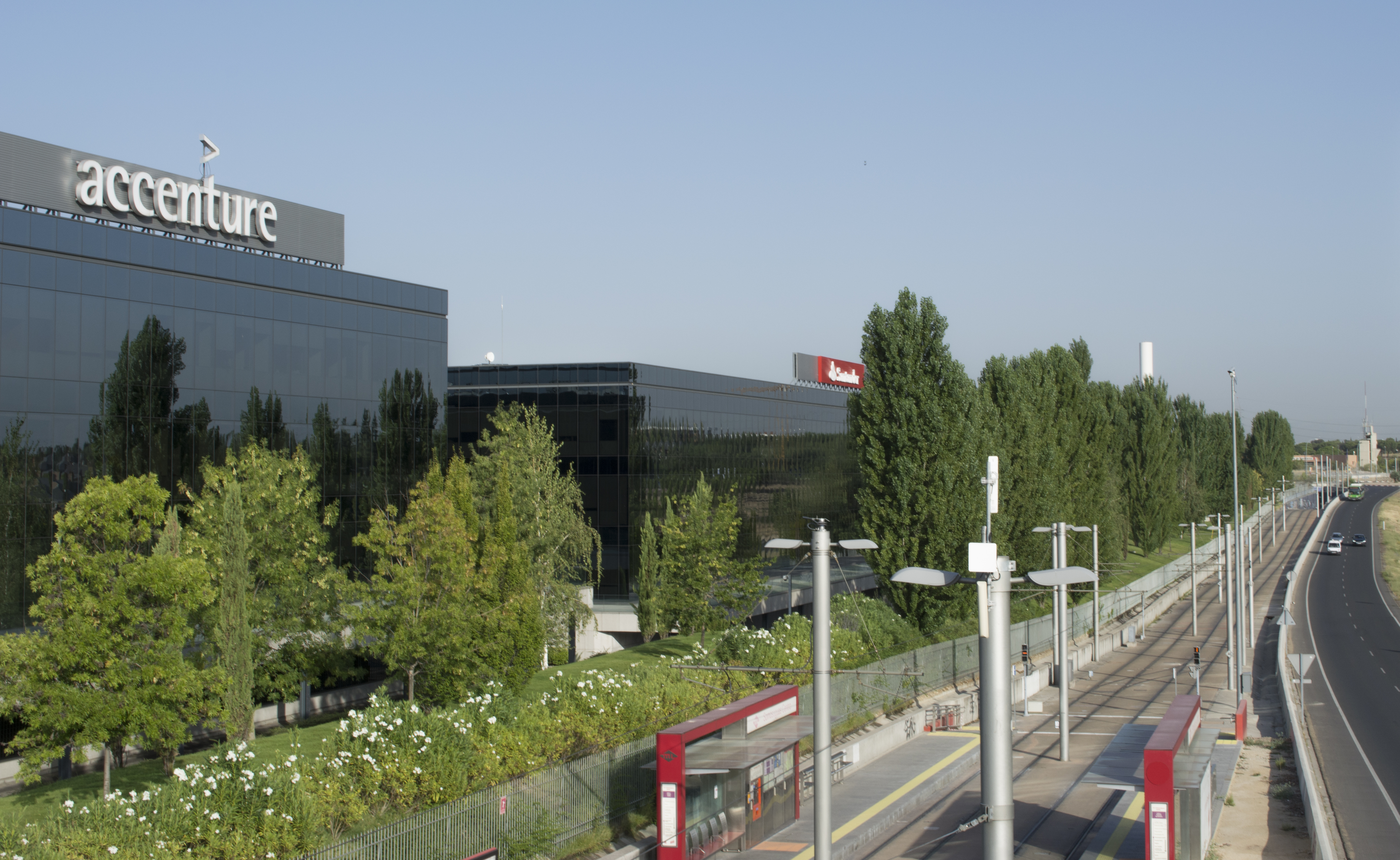
El complejo empresarial La Finca es el principal símbolo de la transformación actual de Pozuelo

La cercanía a Madrid y la paulatina mejora de las comunicaciones -en especial de la carretera de la Coruña, actual A-6- comienza a asentar a Pozuelo como lugar de primera residencia para clases acomodadas en vivienda unifamiliar de parcela relativamente grande. Constituye un ejemplo de ello la urbanización de Somosaguas en los años '60, o las de Monteclaro, Monte Alina, Pradolargo o el Montecillo -junto a Húmera-, en las décadas sucesivas. Sin embargo, el crecimiento de dichos núcleos -a la sombra del establecimiento de centros educativos como el Campus de Somosaguas o las nuevas instalaciones de Radio Televisión Española en Prado del Rey-, a menudo en promociones individuales sin planteamiento urbano, provocó numerosas carencias de servicios esenciales -en especial en los antiguos centros urbanos- que no fueron solventadas hasta la aprobación, en 1987, del primer Plan de Ordenación, que dota de los equipamientos necesarios a las tres zonas en él establecidas como principales: Pozuelo-Pueblo, Pozuelo-Estación y Húmera.
En los últimos años, Pozuelo ha pasado a ser reconocido como un municipio residencial de profesionales que trabajan en Madrid, con urbanización de calidad -Plan de Ampliación de la Casa de Campo, avenida de Europa-. y parques empresariales -Ática, Ciudad de la Imagen, La Finca- que contribuyen a perfilar a Pozuelo como una ciudad de servicios.

## Administración y política

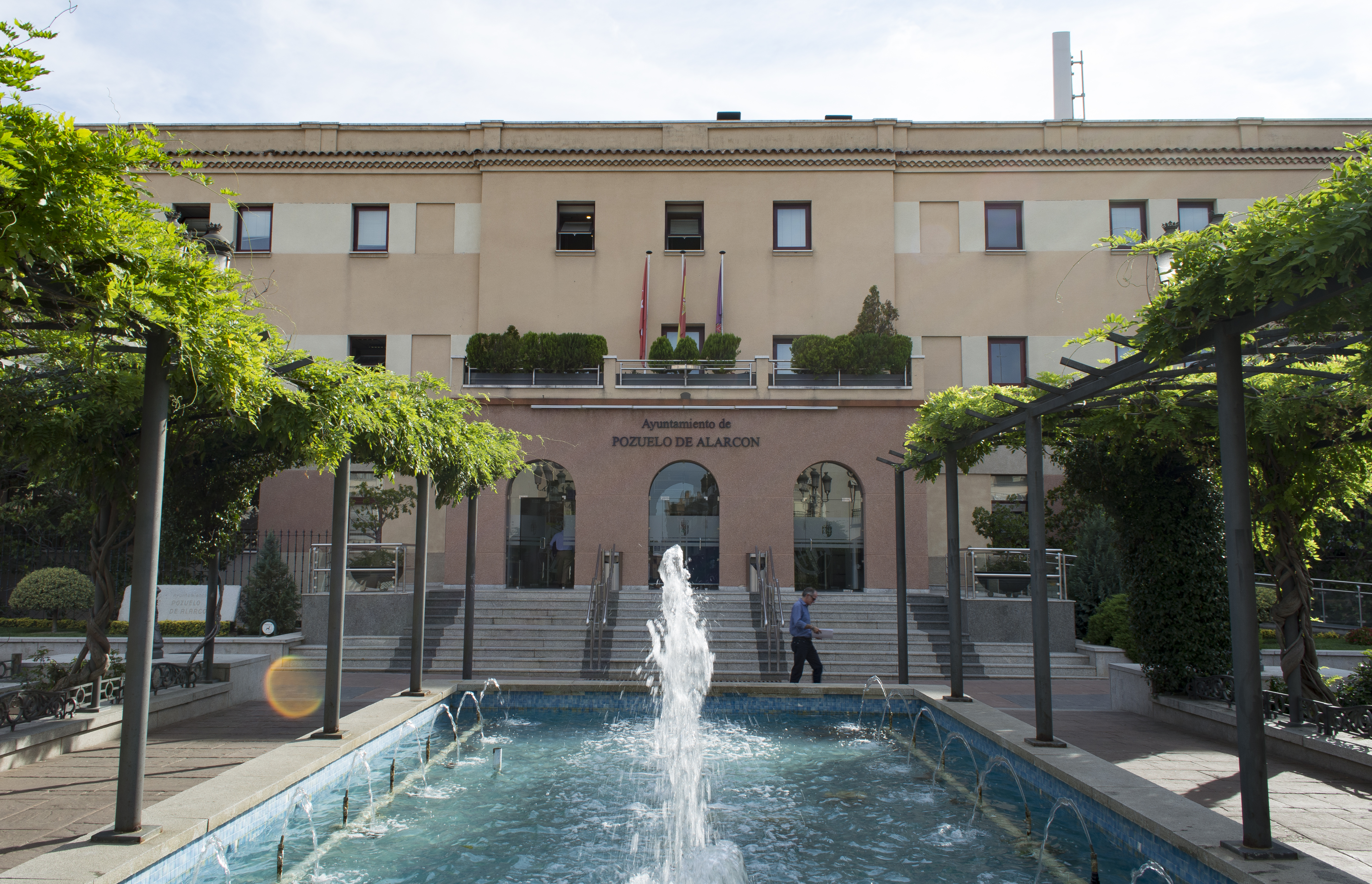
Casa consistorial, plaza Mayor

### Gobierno municipal
Su administración política se realiza por medio de un ayuntamiento, de gestión democrática, cuyos componentes se eligen cada cuatro años por sufragio universal. El censo electoral está compuesto por todos los residentes empadronados en Pozuelo de Alarcón mayores de 18 años, de nacionalidad española y de los otros países miembros de la Unión Europea. Según lo dispuesto en la Ley del Régimen Electoral General, que establece el número de concejales elegibles en función de la población del municipio, la corporación municipal de Pozuelo de Alarcón está formada por 25 concejales (mayoría absoluta establecida en 13 concejales).
A excepción de la primera legislatura municipal tras la instauración de la actual democracia, en la que Juan Carlos García de la Rasilla, por la extinta Unión de Centro Democrático, ostentó la alcaldía, la corporación municipal ha estado presidida durante más de tres décadas por miembros del Partido Popular. Dos de ellos, Jesús Sepúlveda y Gonzalo Aguado, fueron imputados por el Caso Gürtel, lo que supuso la dimisión del primero y de otros concejales de sus equipos en las legislaturas 2003-2007 y 2007-2011.
| Periodo   | Nombre                           | Partido | Partido                           |
| --------- | -------------------------------- | ------- | --------------------------------- |
| 1979-1983 | Juan Carlos García de la Rasilla |         | Unión de Centro Democrático (UCD) |
| 1979-1987 | José Martín-Crespo Díaz          |         | Alianza Popular (AP)              |
| 1987-2003 | José Martín-Crespo Díaz          |         | Partido Popular (PP)              |
| 2003-2009 | Jesús Sepúlveda Recio            |         | Partido Popular (PP)              |
| 2009-2011 | Gonzalo Aguado Aguirre           |         | Partido Popular (PP)              |
| 2011-2015 | María Paloma Adrados Gautier     |         | Partido Popular (PP)              |
| 2015-2023 | Susana Pérez Quislant            |         | Partido Popular (PP)              |
| 2023-act. | Paloma Tejero Toledo             |         | Partido Popular (PP)              |

La actual alcaldesa, Paloma Tejero Toledo, tomó posesión el 17 de junio de 2023 por primera vez.
| Partido político                         | 2023  | 2023   | 2023       | 2019  | 2019   | 2019       | 2015  | 2015   | 2015       | 2011  | 2011   | 2011       | 2007  | 2007   | 2007       |
| Partido político                         | %     | Votos  | Concejales | %     | Votos  | Concejales | %     | Votos  | Concejales | %     | Votos  | Concejales | %     | Votos  | Concejales |
| Partido Popular (PP)                     | 55,75 | 27 576 | 17         | 40,28 | 18 935 | 11         | 45,76 | 20 063 | 14         | 61,34 | 25 319 | 17         | 67,18 | 27 455 | 19         |
| Vox                                      | 16,13 | 7981   | 4          | 13,69 | 6483   | 4          | 4,30  | 1884   | 0          | —     | —      | —          | —     | —      | —          |
| Partido Socialista Obrero Español (PSOE) | 13,11 | 6487   | 3          | 16,01 | 7528   | 4          | 11,48 | 5032   | 3          | 16,14 | 6662   | 4          | 23,82 | 9735   | 6          |
| Somos Pozuelo (SPOZ)                     | 5,63  | 2786   | 1          | 6,81  | 3205   | 1          | 11,20 | 4911   | 3          | —     | —      | —          | —     | —      | —          |
| Ciudadanos (CS)                          | 2,90  | 1436   | 0          | 19,45 | 9146   | 5          | 19,50 | 8548   | 5          | 0,93  | 384    | 0          | —     | —      | —          |
| Podemos-Izquierda Unida (IU)             | 1,11  | 549    | 0          | —     | —      | —          | 2,42  | 1062   | 0          | 5,04  | 2080   | 1          | 2,45  | 1000   | 0          |
| Unión Progreso y Democracia (UPyD)       | —     | —      | —          | —     | —      | —          | 3,26  | 1428   | 0          | 10,95 | 4519   | 3          | —     | —      | —          |

### Áreas de gobierno municipales
El equipo de gobierno municipal reparte sus responsabilidades de gestión en cuatro grandes áreas, sobre las que flotan la totalidad de sectores de materias de competencia del Ayuntamiento. Son las siguientes:
- Área de Gobierno de la Alcaldía. Dependiente directamente de la alcaldesa, delega en dos Concejalías: de Coordinación Territorial y Atención al Ciudadano, y de Coordinación de Obras y Servicios de la ciudad.
- Área de Gobierno de la Ciudad. Agrupa las Concejalías de Presidencia; Urbanismo, Vivienda y Patrimonio; Medio Ambiente; Seguridad y Movilidad y Transportes; y Deportes y Fiestas y Distrito I.
- Área de Gobierno de Economía. Se circunscriben a ella las Concejalías de Hacienda y Contratación; Recursos Humanos, Régimen Interior, Modernización y Calidad; Cultura; y Participación Ciudadana, Empleo y Desarrollo Empresarial y Distrito II.
- Área de Gobierno de la Familia. Corresponden a la misma las Concejalías de Familia, Asuntos Sociales y Mujer, y de Educación y Juventud.

### Distritos municipales

Distritos

El Ayuntamiento de Pozuelo de Alarcón establece dos distritos: el distrito I, llamado Cascos Urbanos -principalmente Pozuelo Centro y Pozuelo Estación-, que abarca el área geográfica dentro del espacio determinado por las vías M-40 y M-503; y el distrito II, bajo el nombre de Urbanizaciones y Colonias, en el que se agrupan todas las áreas fuera de dicho terreno.

### Justicia
Corresponde de forma exclusiva al término municipal de Pozuelo de Alarcón el partido judicial número 21 de la Comunidad de Madrid. En el municipio se encuentran cuatro Juzgados de Primera Instancia e Instrucción, ubicados en el complejo empresarial Ática.

## Demografía
Pozuelo de Alarcón cuenta con una población de 89 378 habitantes (INE 2024).
| Gráfica de evolución demográfica de Pozuelo de Alarcón entre 1842 y 2021 |
| |
| Población de derecho según los censos de población del INE Población de hecho según los censos de población del INEEntre el censo de 1887 y el anterior, crece el término del municipio porque incorpora a 28512 (Húmera) |

Aunque todavía en volúmenes reducidos, el núcleo de Pozuelo crece en población desde la mitad del siglo XIX por su condición de municipio de segunda residencia de clases acomodadas y veraneantes procedentes de Madrid. Dicho crecimiento se vio frustrado por la Guerra Civil, en que la situación de Pozuelo en plena línea de frente obliga a su evacuación y posterior regreso de sus pobladores tras el conflicto.
La progresión económica a partir de los años 1960 y la mejora de las comunicaciones por carretera en décadas posteriores originan una decisiva expansión que, iniciada de nuevo por estratos de altos ingresos procedentes de la capital y multiplicada por la llegada de grupos de población jóvenes durante el final del siglo XX, continúa en nuestros días.
Población extranjera
La población extranjera empadronada en Pozuelo de Alarcón en 2014 sumaba 7112 habitantes (un 8,43 % del total), lo que representa un descenso desde su pico máximo, en 2009, cuando 8792 pobladores (un 10,67 %) tenían su origen fuera de España. Por procedencia geográfica, los empadronados de países europeos representan el mayor grupo de extranjeros, con 3125 habitantes, seguidos por América del Sur, con 1802; África, con 613; América Central y Caribe, con 559; Asia, con 558; y América del Norte, con 444. 11 habitantes con origen en Oceanía también están empadronados en el municipio.

## Transporte

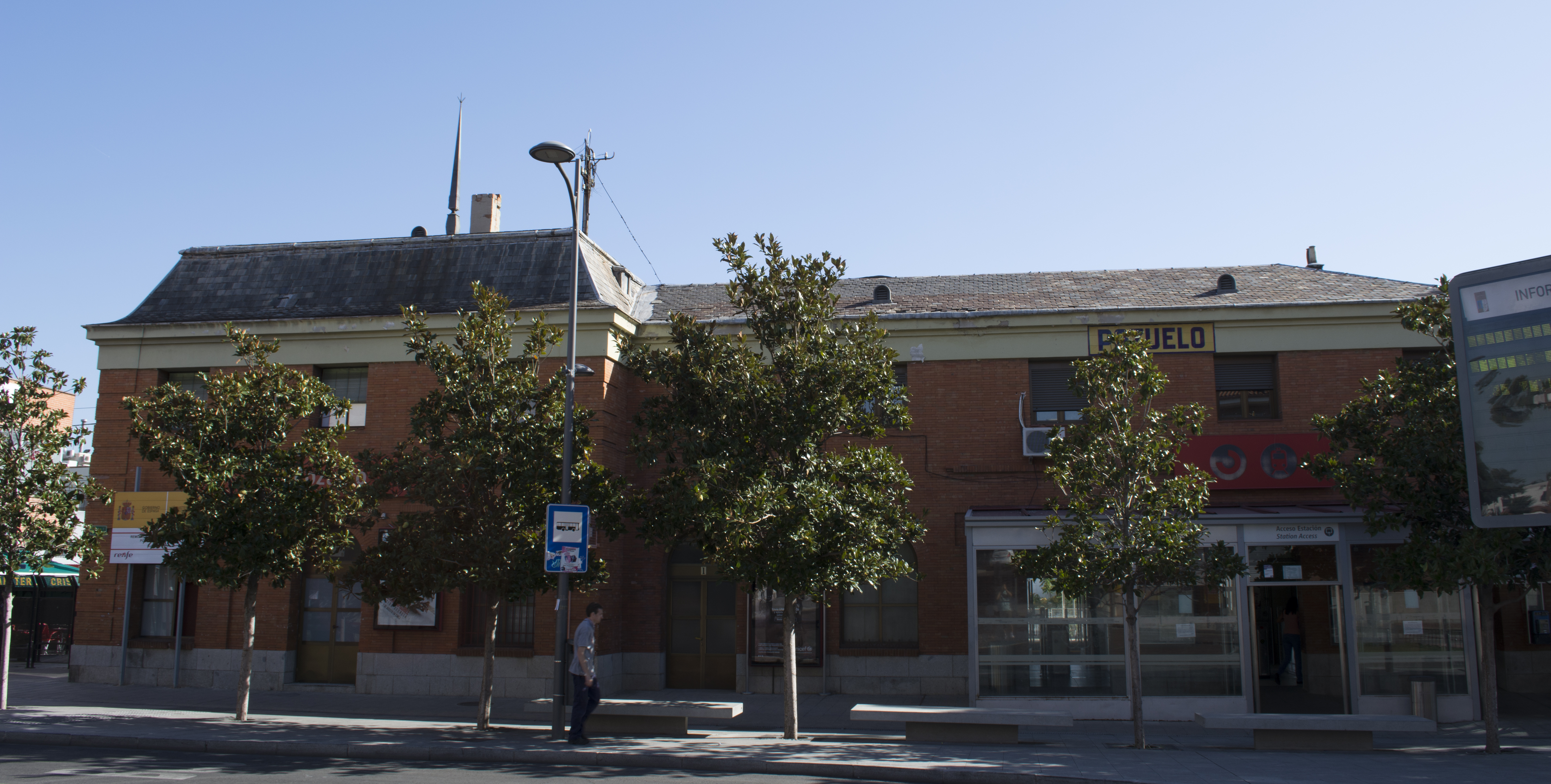
Estación de Cercanías

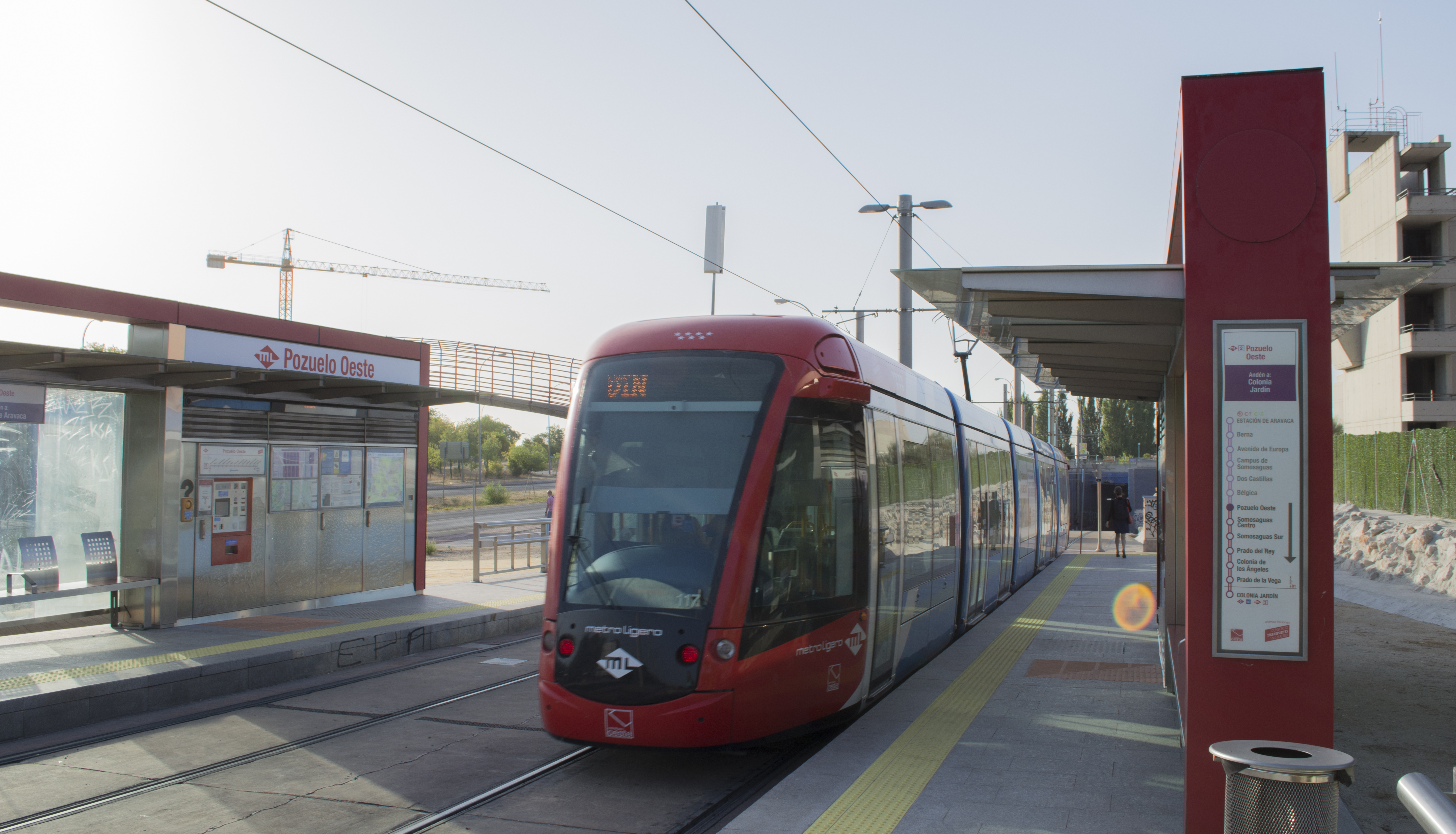
Andenes de la estación de Pozuelo Oeste (ML-2)

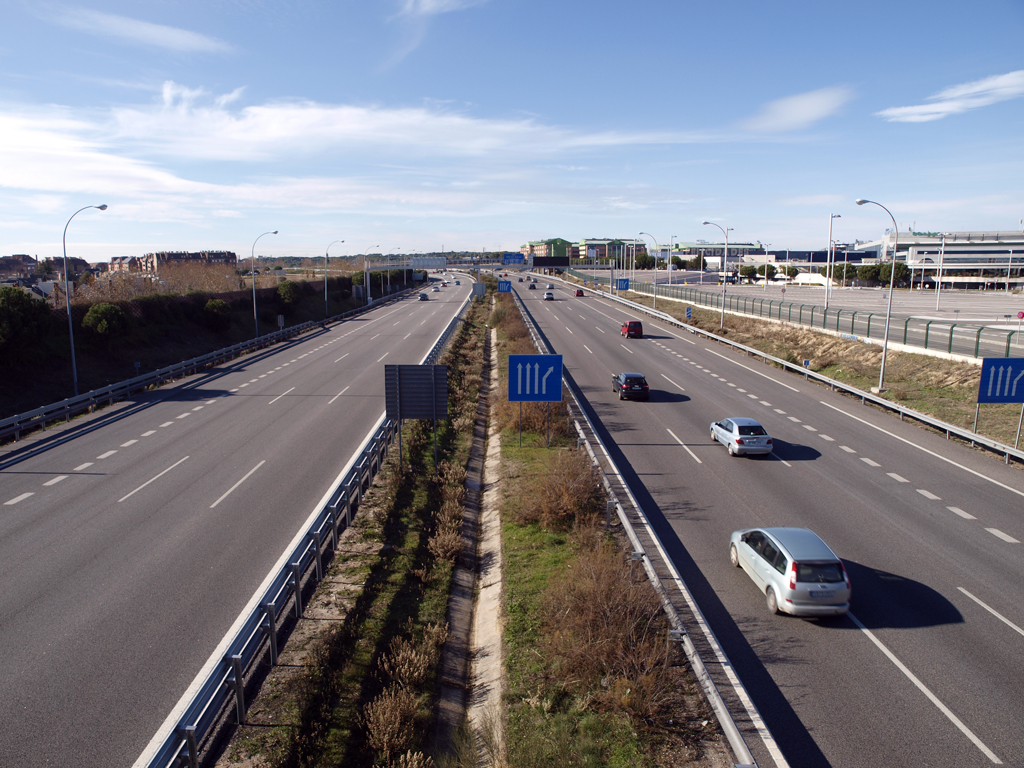
La M-40 cerca de Pozuelo de Alarcón

Se puede acceder a Pozuelo por carretera desde la capital mediante la A-6 (zona norte), la M-503 (este), la M-40, -que recoge buena parte del municipio en su interior, única localidad en la Comunidad de Madrid con la que ocurre al margen de su capital- y la M-502 o carretera de Carabanchel (sur).
El municipio dispone de una estación de Cercanías Madrid llamada Pozuelo, si bien también se beneficia de la estación de El Barrial-Centro Comercial Pozuelo, que aunque se encuentra situada en el término municipal de Madrid -distrito de Moncloa-Aravaca, barrio de El Plantío-, presta servicio al centro comercial que Hipercor ubica frente a la misma dentro de Pozuelo de Alarcón. También se puede acceder a este municipio a través de las líneas de Metro Ligero 2 y 3, pertenecientes a la red de Metro de Madrid. Su tarifa corresponde a la zona B1 del Consorcio Regional de Transportes de Madrid y de Cercanías Madrid.
Una veintena de autobuses interurbanos diurnos y nocturnos conectan Pozuelo de Alarcón con la capital y sus intercambiadores de Moncloa, Aluche y Chamartín. Además, dos líneas de la EMT de Madrid, dirigidas al Campus de Somosaguas y al barrio de Húmera, realizan paradas en Pozuelo de Alarcón, siendo el único municipio de la Comunidad de Madrid, a excepción de la capital, en el que presta servicio la EMT. Dicha circunstancia permite de forma excepcional el uso del abono de transportes zona A, así como el billete Metrobús.
Pozuelo de Alarcón cuenta, a su vez, con tres líneas de autobús urbano, que conectan de forma circular distintos barrios de la localidad y unen el núcleo principal con la urbanización La Cabaña, separado del mismo por la M-40.
| Autobuses urbanos           | Autobuses urbanos                                                                               | Autobuses urbanos         |
| Línea                       | Recorrido                                                                                       | Operador                  |
| --------------------------- | ----------------------------------------------------------------------------------------------- | ------------------------- |
| 1                           | Pozuelo de Alarcón - Urbanización La Cabaña                                                     | Avanza Movilidad Integral |
| 2                           | Circular de Pozuelo de Alarcón (sentido horario)                                                | Avanza Movilidad Integral |
| 3                           | Circular de Pozuelo de Alarcón (sentido antihorario)                                            | Avanza Movilidad Integral |
| Autobuses interurbanos      |                                                                                                 |                           |
| 560                         | Pozuelo de Alarcón - Alcorcón                                                                   | Avanza Movilidad Integral |
| 561                         | Madrid (Aluche) - Pozuelo de Alarcón - Majadahonda - Las Rozas de Madrid                        | Avanza Movilidad Integral |
| 561A                        | Madrid (Aluche) - Pozuelo de Alarcón - Majadahonda - Las Rozas de Madrid (por Universidad)      | Avanza Movilidad Integral |
| 561B                        | Madrid (Aluche) - Pozuelo de Alarcón - Majadahonda - Las Rozas de Madrid (por Avda. Guadarrama) | Avanza Movilidad Integral |
| 562                         | Madrid (Aluche) - Pozuelo de Alarcón                                                            | Avanza Movilidad Integral |
| 563                         | Madrid (Aluche) - Pozuelo de Alarcón (por la urbanización Las Minas)                            | Avanza Movilidad Integral |
| 564                         | Pozuelo de Alarcón - Madrid (Aluche) (por Somosaguas Sur)                                       | Avanza Movilidad Integral |
| 565                         | Pozuelo de Alarcón (Est. El Barrial) - Boadilla del Monte (Puerta de Boadilla)                  | Avanza Movilidad Integral |
| 566                         | Boadilla del Monte - Pozuelo de Alarcón                                                         | Avanza Movilidad Integral |
| 650A                        | Circular Pozuelo - Hospital Puerta del Hierro - Majadahonda - Pozuelo                           | Avanza Movilidad Integral |
| 650B                        | Circular Pozuelo - Majadahonda - Hospital Puerta del Hierro - Pozuelo                           | Avanza Movilidad Integral |
| 656                         | Madrid (Moncloa) - Pozuelo de Alarcón                                                           | Avanza Movilidad Integral |
| 656A                        | Madrid (Moncloa) - Pozuelo de Alarcón (por camino de las Huertas)                               | Avanza Movilidad Integral |
| 657                         | Madrid (Moncloa) - Pozuelo de Alarcón (Monteclaro)                                              | Avanza Movilidad Integral |
| 657A                        | Madrid (Moncloa) - Pozuelo de Alarcón (San Juan de la Cruz)                                     | Avanza Movilidad Integral |
| 658                         | Madrid (Moncloa) - Pozuelo de Alarcón (Prado de Somosaguas - Ciudad de la Imagen)               | Avanza Movilidad Integral |
| 658A                        | Madrid (Moncloa) - Pozuelo de Alarcón (P. E. La Finca - C. C. LaFinca)                          | Avanza Movilidad Integral |
| 815                         | Madrid (Chamartín) - Pozuelo de Alarcón                                                         | Avanza Movilidad Integral |
| 865                         | Madrid (Moncloa) - Campus UPM Montegancedo                                                      | Avanza Movilidad Integral |
| N901                        | Madrid (Moncloa) - Pozuelo de Alarcón - Majadahonda - Madrid                                    | Avanza Movilidad Integral |
| N902                        | Madrid (Moncloa) - Pozuelo de Alarcón (Prado de Somosaguas - Ciudad de la Imagen)               | Avanza Movilidad Integral |
| N905                        | Madrid (Moncloa) - Boadilla del Monte                                                           | Avanza Movilidad Integral |
| N906                        | Madrid (Moncloa) - Majadahonda - Pozuelo de Alarcón - Madrid                                    |                           |
| Autobuses urbanos de Madrid |                                                                                                 |                           |
| A                           | Moncloa - Campus de Somosaguas                                                                  | EMT Madrid                |
| H                           | Aluche - Campus de Somosaguas                                                                   | EMT Madrid                |
| Metro Ligero                |                                                                                                 |                           |
|                             | Colonia Jardín - Estación de Aravaca                                                            | Metro Ligero Oeste        |
|                             | Colonia Jardín - Puerta de Boadilla                                                             | Metro Ligero Oeste        |
| Cercanías Madrid            |                                                                                                 |                           |
|                             | Alcalá de Henares - Las Rozas - Príncipe Pío                                                    | Renfe                     |
|                             | Chamartín - Atocha - Príncipe Pío - Villalba                                                    | Renfe                     |

## Economía
Según un estudio del INE, Pozuelo de Alarcón fue la ciudad con mayor renta neta media de sus hogares en 2012 con 54 543 €. También contó con la tasa de paro más baja de España en municipios de más de cien mil habitantes, con un 4,21% en 2014. Además, fue la ciudad con mayor proporción de ocupados en el sector servicios en 2014, con un 95,2%. En cuanto a la proporción de empleo en industria, el consistorio es el tercero con menor proporción de empleo en este sector con un 1,8%. Además, Pozuelo de Alarcón fue la tercera ciudad con mayor número medio de personas por hogar con 3,3 habitantes por hogar. Por otra parte, el municipio registró el menor porcentaje de desplazamientos al trabajo realizados a pie, con un 5,7%.

## Cultura

### Educación

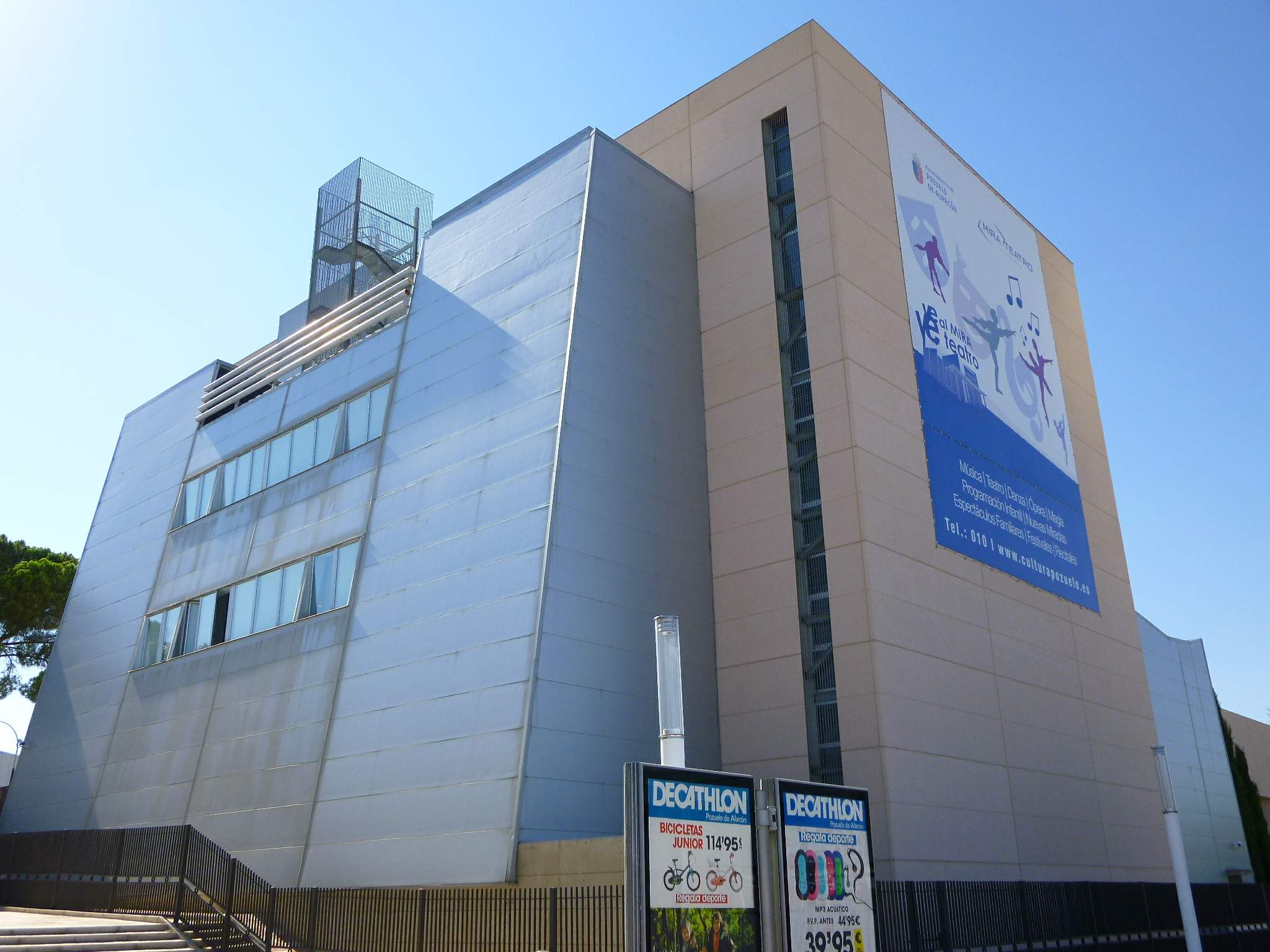
Espacio Cultural MIRA

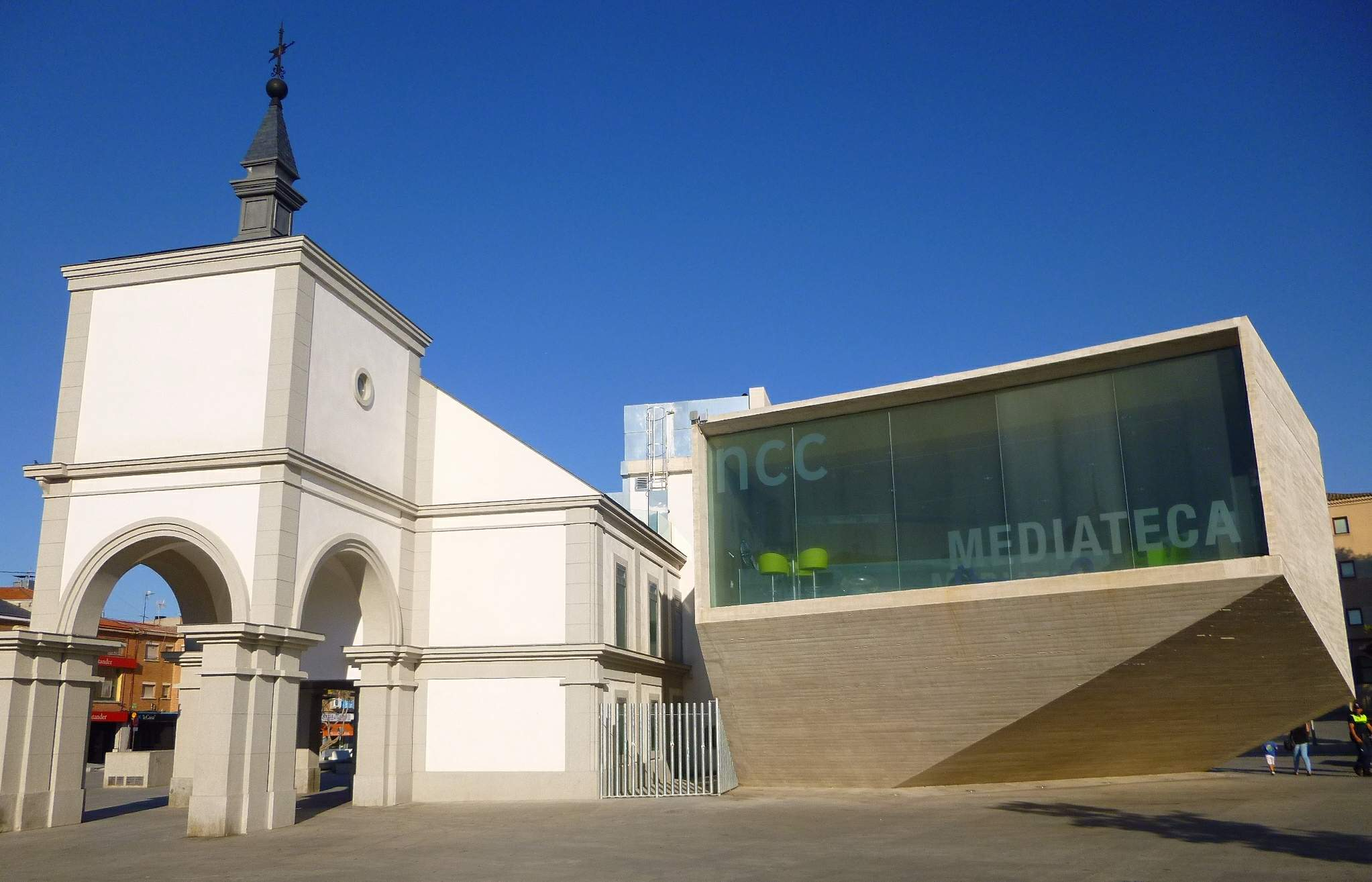
Nuevo Centro Cultural (NCC)

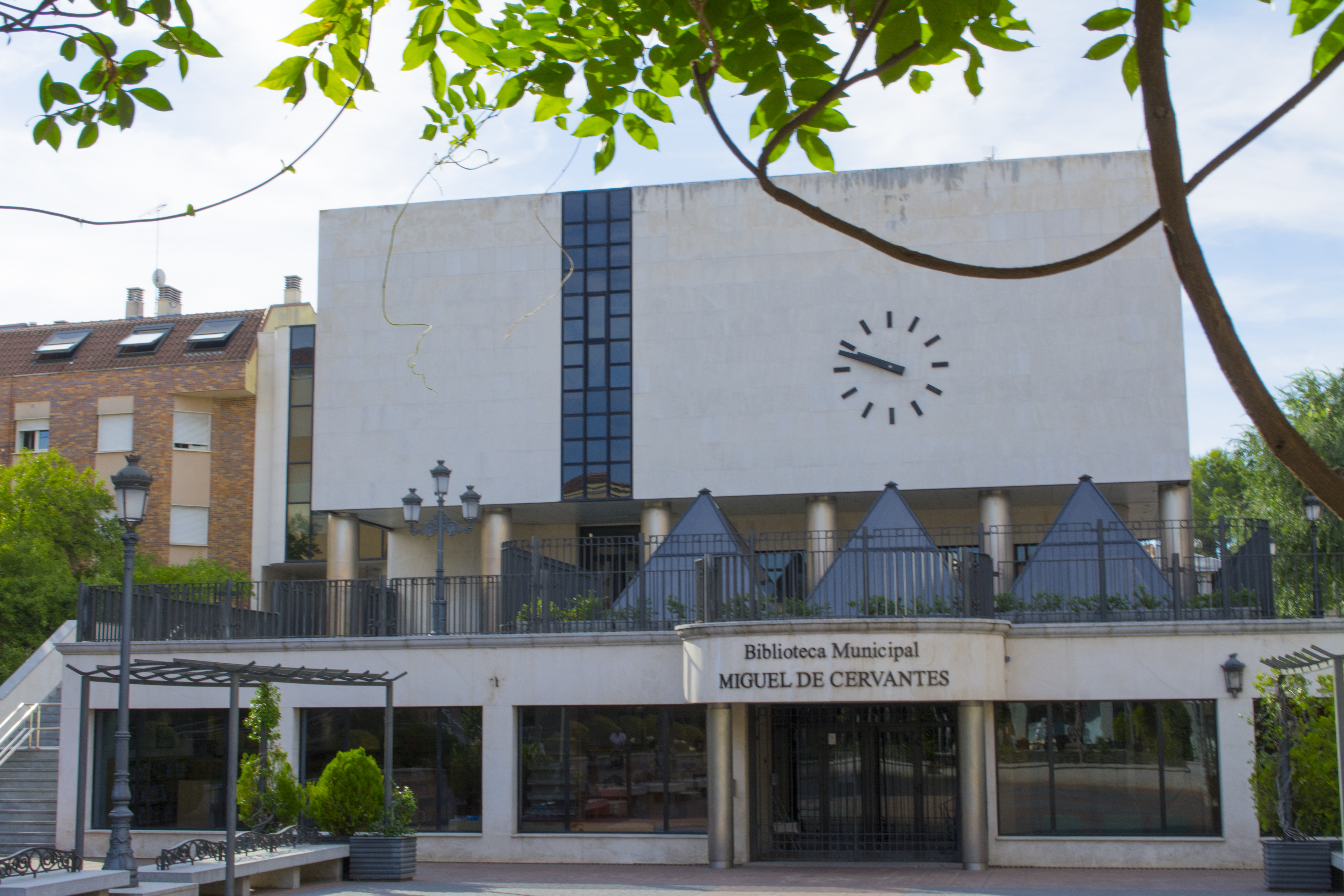
Biblioteca Miguel de Cervantes de Pozuelo de Alarcón, situada en la plaza Mayor del municipio

Educación infantil, primaria, secundaria, bachillerato y formación profesional
La oferta educativa en Pozuelo de Alarcón es la siguiente:
- 23 guarderías o centros de educación infantil de 0 a 3 años, en su mayoría privadas, salvo tres La Encina, Los Álamos y Los Madroños
- 8 colegios públicos que imparten educación infantil de 3 a 6 años y Primaria: Asunción de Nuestra Señora, Príncipes de Asturias (que también incluye secundaria), Divino Maestro, Infanta Elena, Las Acacias, Los Ángeles, Pinar Prados de Torrejón y San José Obrero
- 2 institutos públicos de educación secundaria y bachillerato: Camilo José Cela y Gerardo Diego y otro más dedicado exclusivamente a formación profesional, el San Juan de la Cruz.
- 12 colegios que abarcan desde la educación infantil hasta bachillerato, con gestión concertada o privada. En el primer grupo se encuentran el Instituto Veritas, las Escuelas Pías de San Fernando, el colegio Monte Tabor y San José de Cluny, a los que se añade el colegio Retamar, que incluye formación profesional en su programa de estudios.

Además, el centro educativo Reyes Católicos, de gestión pública, con un programa profesional de servicios auxiliares de peluquería; dos programas de cualificación profesional inicial; los colegios de educación especial Adarve, San Carlos y Fundación Gil Gayarre; y varias residencias de educación especial o para personas con alguna discapacidad también tienen instalaciones en el municipio.
Educación universitaria
En Pozuelo de Alarcón hay instalaciones de tres universidades públicas: 
- La Universidad Complutense de Madrid, que en su campus de Somosaguas agrupa las facultades de Ciencias Políticas y Sociología, Psicología, Ciencias Económicas y Empresariales y Trabajo Social
- La Universidad Politécnica de Madrid, con el campus de Montegancedo en el que está la Facultad de Informática de la UPM y varios centros de investigación
- La Universidad Nacional de Educación a Distancia, que oferta censeñanza a mayores de 55 años a través del programa UNED Sénior y cursos de varias titulaciones oficiales

La oferta universitaria de Pozuelo se completa con la Universidad Francisco de Vitoria, privada, que está ubicada en las cercanías de Monteclaro; las escuelas de negocios ESIC, junto a la avenida de Europa, y ESODE, en la Ciudad de la Imagen; y el centro de estudios cinematográficos y audiovisuales ECAM, también al sur del término municipal.
Otras enseñanzas
El Ayuntamiento de Pozuelo de Alarcón coordina un centro de educación para personas adultas, una escuela municipal de música y danza y el espacio cultural MIRA -que complementa la oferta educativa con instituciones privadas como la Asociación Músico-Cultural La Lira-. Se encuentra también en Pozuelo una sede de la Escuela Oficial de Idiomas de la Comunidad de Madrid.
Bibliotecas, espacios y asociaciones culturales
Hay tres bibliotecas públicas que cubren núcleos fundamentales del municipio de Pozuelo de Alarcón: la Miguel de Cervantes, con sede en la plaza Mayor, junto a la casa consistorial; la biblioteca Rosalía de Castro, frente a la estación de Cercanías; y la biblioteca Benito Pérez Galdós, dentro del espacio cultural Volturno, en Prado de Somosaguas. El ayuntamiento y ESIC tienen a su vez firmado un convenio que permite el uso público de la biblioteca pública universitaria del centro solamente a estudiantes, sin acceso permitido para el resto de vecinos.
Pertenecen también al ayuntamiento el teatro y espacio cultural MIRA, dotado del principal auditorio del municipio (565 plazas), de una sala de conferencias de casi 200 localidades y sede del Patronato Municipal de Cultura; el Nuevo Centro Cultural o centro cultural Padre Vallet, inaugurado en septiembre de 2011 y que contiene una mediateca, espacios de exposición y un pequeño auditorio; 'El Cubo' Espacio Joven, que alberga la Concejalía de Juventud; y el Espacio EducArte, antigua Casa de Cultura del municipio.
Medio centenar de asociaciones están formalmente constituidas en Pozuelo de Alarcón. Sobresale la Asociación Cultural 'La Poza', principal iniciativa de conservación de la historia y tradiciones de Pozuelo; la existencia de tres bandas u orquestas de música -'La Lira', 'La Inseparable' y la Unión Musical de Pozuelo-; agrupaciones musicales como Kantorei, Ars Musicae, A Ballare o El Paular; asociaciones culturales con 40 años de historia como El Foro, grupos regionales como la Casa de Extremadura; o una decena de peñas presentes en los distintos festejos patronales de los barrios de la localidad.

### Fiestas patronales

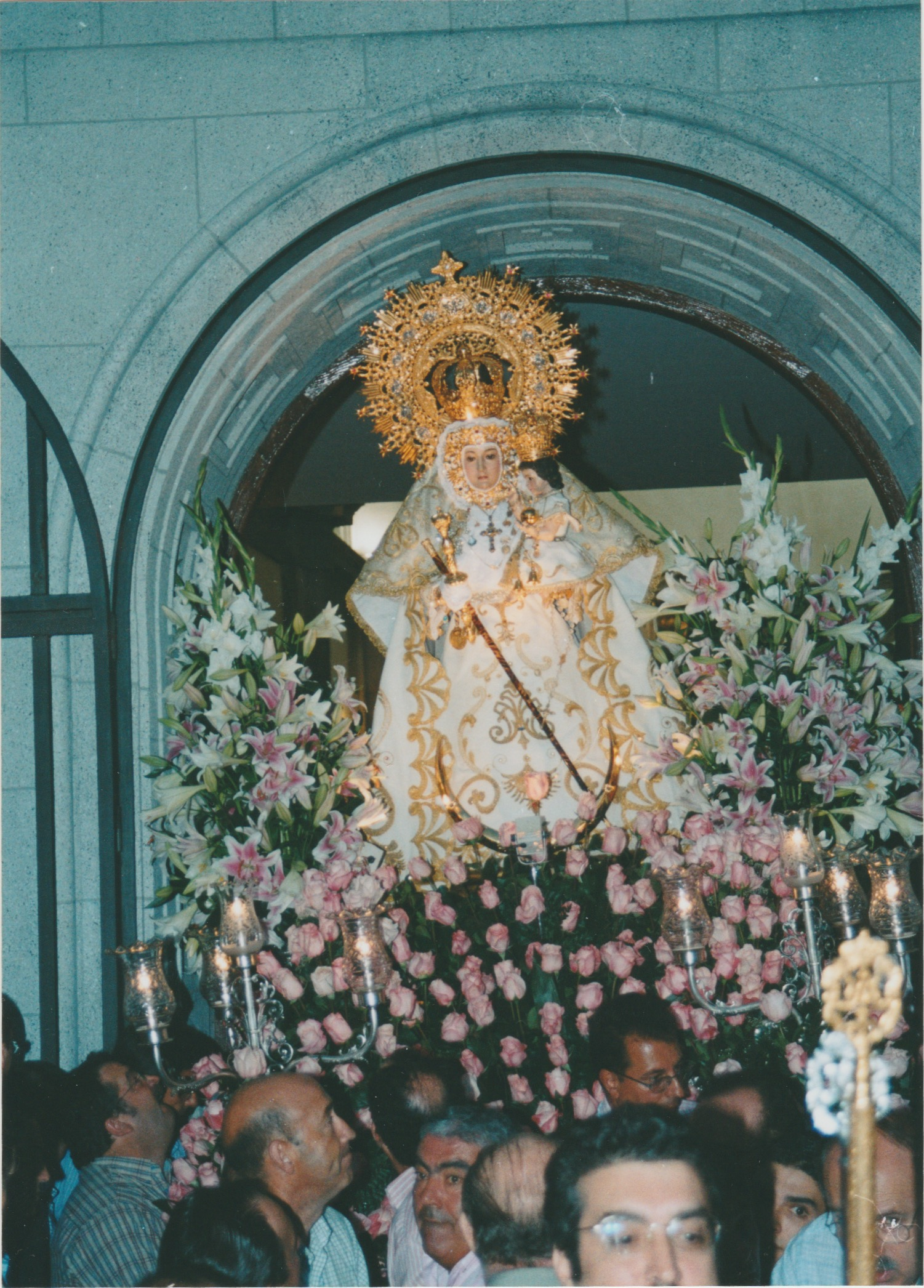
Procesión de Nuestra Señora de la Consolación Coronada, patrona de Pozuelo de Alarcón, en el año 2000

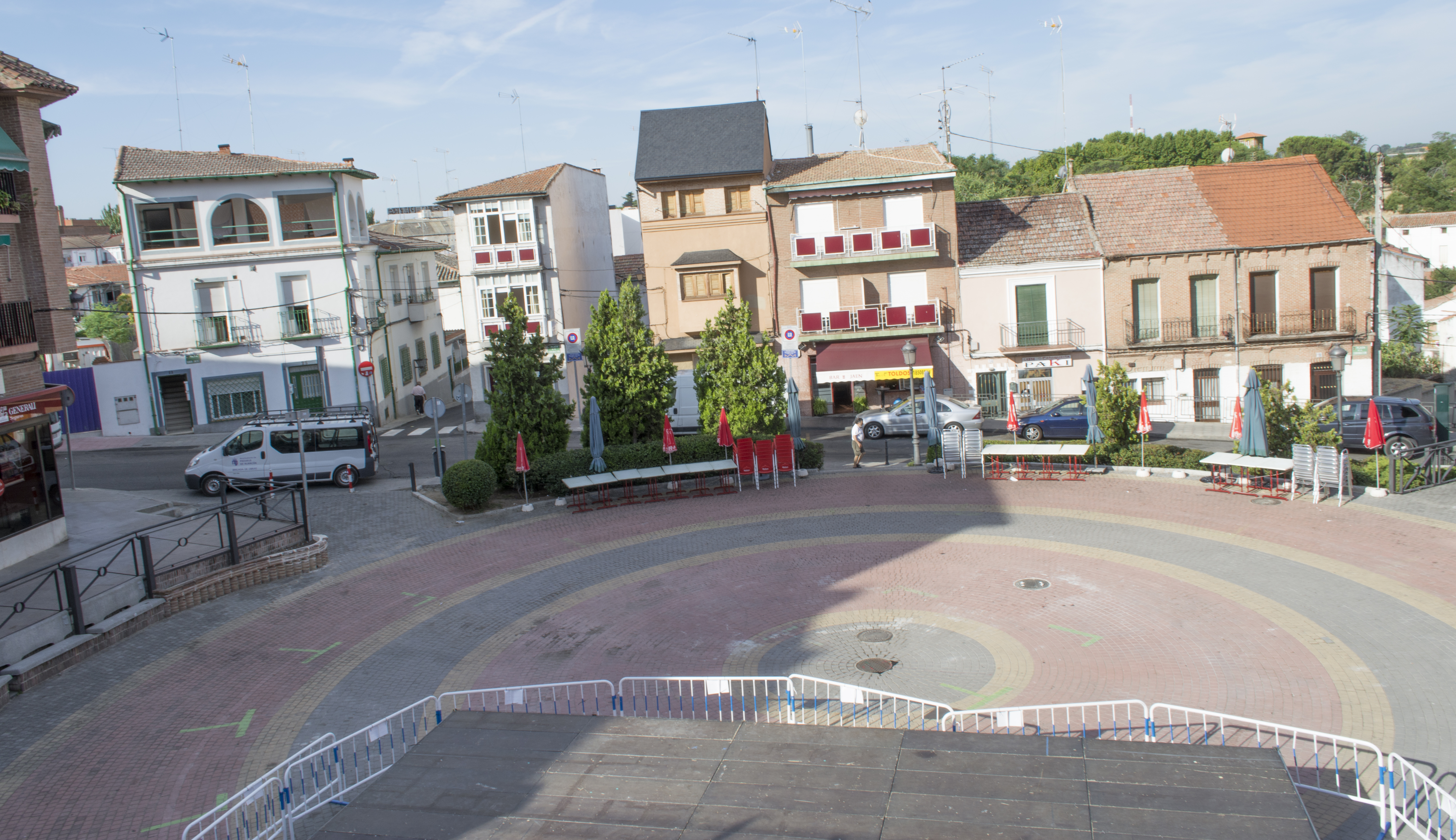
La plaza de la Coronación de Pozuelo de Alarcón es el escenario de numerosos actos durante las fiestas de la Consolación y muy especialmente San Sebastián, con la tira de naranjas y el Manteo del Pelele

Tres de los barrios de Pozuelo de Alarcón -Pozuelo Pueblo, Pozuelo Estación y Húmera- acogen durante el año diversos festejos:
- Fiestas de Nuestra Señora de la Consolación Coronada (alrededor del primer domingo de septiembre)

Son la celebración de mayor relevancia actual en el municipio. De origen centenario, encuentran referencia escrita en la obra El coche simón, de Ramón de Mesonero Romanos, en 1837:

«Viene septiembre después, con sus históricas ferias, y sus fiestas de Pozuelo, Carabanchel y Vallecas.»
Mesonero Romanos, Ramón de: El coche simón. 1837

Empiezan el sábado anterior al primer domingo de septiembre con un pasacalles y pregón en la plaza Mayor, a los que sigue una Salve Solemne en la parroquia de la Asunción de Nuestra Señora. El domingo centran los actos una Misa Mayor en la citada iglesia, a mediodía, y la procesión de la imagen de Nuestra Señora de la Consolación Coronada por las calles de Pozuelo Pueblo.
Desde el lunes, día festivo en Pozuelo de Alarcón por traslado de la jornada no laborable del domingo, se desarrollan los festejos taurinos, en la plaza de las Américas, y los encierros, que discurren por la calle Doctor Cornago. Las celebraciones nocturnas de los días anteriores -incluidos fuegos artificiales, a medianoche del sábado-, actividades culturales y actuaciones musicales, así como un recinto ferial y comidas populares, completan un programa que concluye al sábado siguiente, con una traca ofrecida por la Peña El Albero y el canto del Pobre de mí a medianoche, a semejanza de las fiestas de San Fermín en Pamplona.
- Fiestas de Nuestra Señora del Carmen (alrededor del 16 de julio)

Se originan en el actual barrio de la Estación, alrededor de una antigua capilla en honor a la Santísima Virgen del Carmen, hoy convertida en parroquia. Antiguamente restringidas a sencillos actos relacionados con la celebración religiosa, abarcan hoy cuatro o cinco días e incluyen, como las de la Consolación, un recinto ferial con actuaciones musicales, actividades deportivas o culturales.
- Fiestas de San Sebastián (alrededor del 20 de enero)

Organizadas por la Hermandad de San Sebastián, cuyo origen se remonta a 1588, se inician el día 19 con la vestidura del santo y celebran sus actos centrales el 20, con una misa, una procesión por las calles de Pozuelo Pueblo, un rondón musical y estallido de cohetes. Por la tarde, en la antigua plaza de toros -actual plaza de la Coronación-, se realiza una tira de naranjas desde el balcón de la parroquia.
Un acto sumado en los últimos años a estas fiestas y recuperado por la Asociación Cultural 'La Poza' tras su desaparición durante décadas es el Manteo del Pelele, iniciación al cortejo amoroso que consiste en agitar con una manta un muñeco de trapo, al que los jóvenes de la localidad tratan de arrebatar de manos de las mujeres, armadas con palos, para lanzarlo al pilón de la antigua plaza de toros o quemarlo.
Son especialmente típicas de este período las caridades, un pan hecho a base de agua, harina y anís, en variedades dulce y salada. Además de venderse en numerosos establecimientos, los hermanos de San Sebastián las reciben, bendecidas por el párroco, el día 20.
- Fiestas de San Gregorio (primer domingo después del 9 de mayo)

En honor de San Gregorio Nacianceno, abarcan toda la jornada, con una Misa Mayor en la parroquia de Santa María Magdalena seguida de una procesión y actos lúdicos en la plaza del barrio de Húmera -que actualmente porta el nombre de Luis García Berlanga-, todos ellos por la mañana. Por la tarde, una romería une el centro con la Cruz de la Atalaya y, finalmente, con la pradera de Húmera, en la que se celebra una merienda popular.

## Ciudades hermanadas
Como en muchos otros lugares de la Unión Europea, las iniciativas de hermanamiento de Pozuelo de Alarcón proceden, en primer lugar y en varios de los casos, del impulso oficial promovido y apoyado desde Bruselas a partir de 1989.
Issy-les-Moulineaux (Francia) se dirige a Pozuelo en 1990 —tras una serie de intercambios escolares desde 1987— en consideración de su tamaño análogo de población; equidistancia con respecto a la capital del país; similitudes en economía, transportes, dinamismo e incluso origen de su nombre. Poznań (Polonia) se une en 1992 a dicho programa, por criterios de cooperación educativa y empresarial, mientras que Recanati (Italia) se hermana con Pozuelo en 2002 en virtud de una colaboración cultural entre ambas poblaciones, coronada por un acuerdo de colaboración entre el Centro Mundial de Poesía de Recanati y la Fundación Gerardo Diego, con el apoyo del Patronato Municipal de Cultura de Pozuelo.
En 2006, Pozuelo se abre más allá de las fronteras europeas al hermanarse con el distrito pekinés de Xicheng, con quien guarda vínculos espaciales con respecto de su capital y de comunicaciones. Dos años después, en 2008, se producen los dos últimos hermanamientos hasta la fecha: Bir Lehlu (Sáhara Occidental), por motivos humanitarios y de cooperación al desarrollo, y Naucalpan de Juárez (México), con quien confluyen vínculos culturales y lingüísticos así como una posición idéntica -noroeste- con respecto a la capital, en este caso Ciudad de México.
- Issy-les-Moulineaux, Francia (desde 1990)
- Poznań, Polonia (desde 1992)
- Recanati, Italia (desde 2002)
- Distrito de Xicheng, República Popular China (desde 2006)
- Bir Lehlu, Sáhara Occidental (desde 2008)
- Naucalpan de Juárez, México (desde 2008)